# رايت آر-1820 سيكلون
رايت آر-1820 سيكلون 9 محرك شعاعي أمريكي، أُنتج بواسطة كورتيس رايت واستُخدم بشكل واسع في الطائرات بداية من ثلاثينيات القرن العشرين إلى الخمسينيات من نفس القرن.
أُنتج المحرك بواسطة ترخيص في إسبانيا تحت مُسمى هيسبانو-سويزا 9 في أو هيسبانو-رايت 9 في، كما أُنتج في الاتحاد السوفيتي تحت مسمى شفيتسوف إم-25.

## التصميم والتطوير
يُعتبر محرك أر-1820 سيكلون 9 تطوير أكبر لمحرك رايت بي-2 الذي يرجع تاريخه إلى عام 1925. اشتمل تطوير المحرك على زيادة السعة وتحسينات أخرى، وبدأ إنتاج أر-1820 في عام 1931 وظل يُنتج حتى خمسينيات القرن العشرين.
صُنع محرك أر-1820 بموجب ترخيص بواسطة ليكومينج وبرات أند ويتني كندا، وكذلك بواسطة مؤسسة ستدباكر خلال الحرب العالمية الثانية.
اشترى الاتحاد السوفيتي ترخيص لتصنيع المحرك، وأنشأ مكتب التصميم التجريبي (أو كيه بي) لشفيتسوف لإنتاج محرك إم-25 بنفس ميزات التصميم العام لطرازات محرك أر-1820، والتي استُخدمت بواسطة مكتب تصميم شفيتسوف للعديد من محركاتهمم الشعاعية المستقبلية للقوات الجوية السوفيتية خلال أربعينيات القرن العشرين وما بعدها.
أُنتج محرك أر-1820 بموجب ترخيص في إسبانيا تحت مسمى هيسبانو-سويزا 9 في أو هيسبانو-رايت 9 في.
استُخدم محرك أر-1820 في العديد من الطائرات المشهورة، من ضمنها طائرات دوغلاس الأولى (دوغلاس دي سي-1 ودوغلاس دي سي-2، والطرازات المدنية الأولى من دوغلاس دي سي-3 والإنتاج المحدود من دوغلاس دي سي-5)، وقاذفات القنابل بوينغ بي-17 القلعة الطائرة ودوغلاس اس بي دي دونتليس، والطرازات الأولى من بوليكاربوف أي-16 المقاتلة (استُخدم المحرك بمسمى إم-25) والمروحية بياسكي إتش-21.
استُخدم محرك أر-1340 أيضاً في المركبات المدرعة، لكن بشكل محدود. بلغت قدرة الطراز جي-200 من المحرك 900 حصاناً (670 كيلو وات) عند 2300 دورة/دقيقة، وشغل الدبابة الثقيلة إم 6.
قامت مؤسسة كاتربيلر بتحويل محرك رايت آر دي-1820 إلى محرك ديزل، وأسمته دي-200 وبلغت قدرته 450 حصاناً (340 كيلو وات) عند 2000 دورة/دقيقة، واستُخدم في الدبابة إم 4 ايه 6 شيرمان.

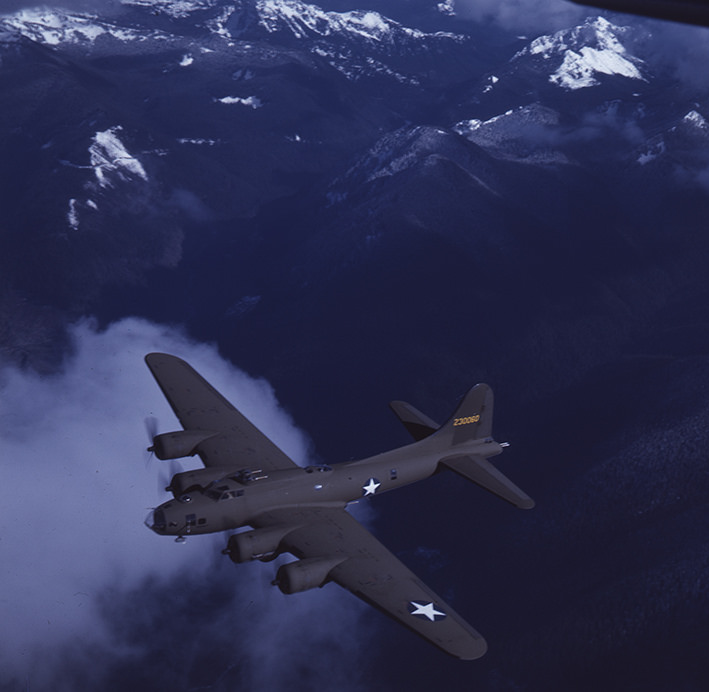
بوينغ بي-17 القلعة الطائرة

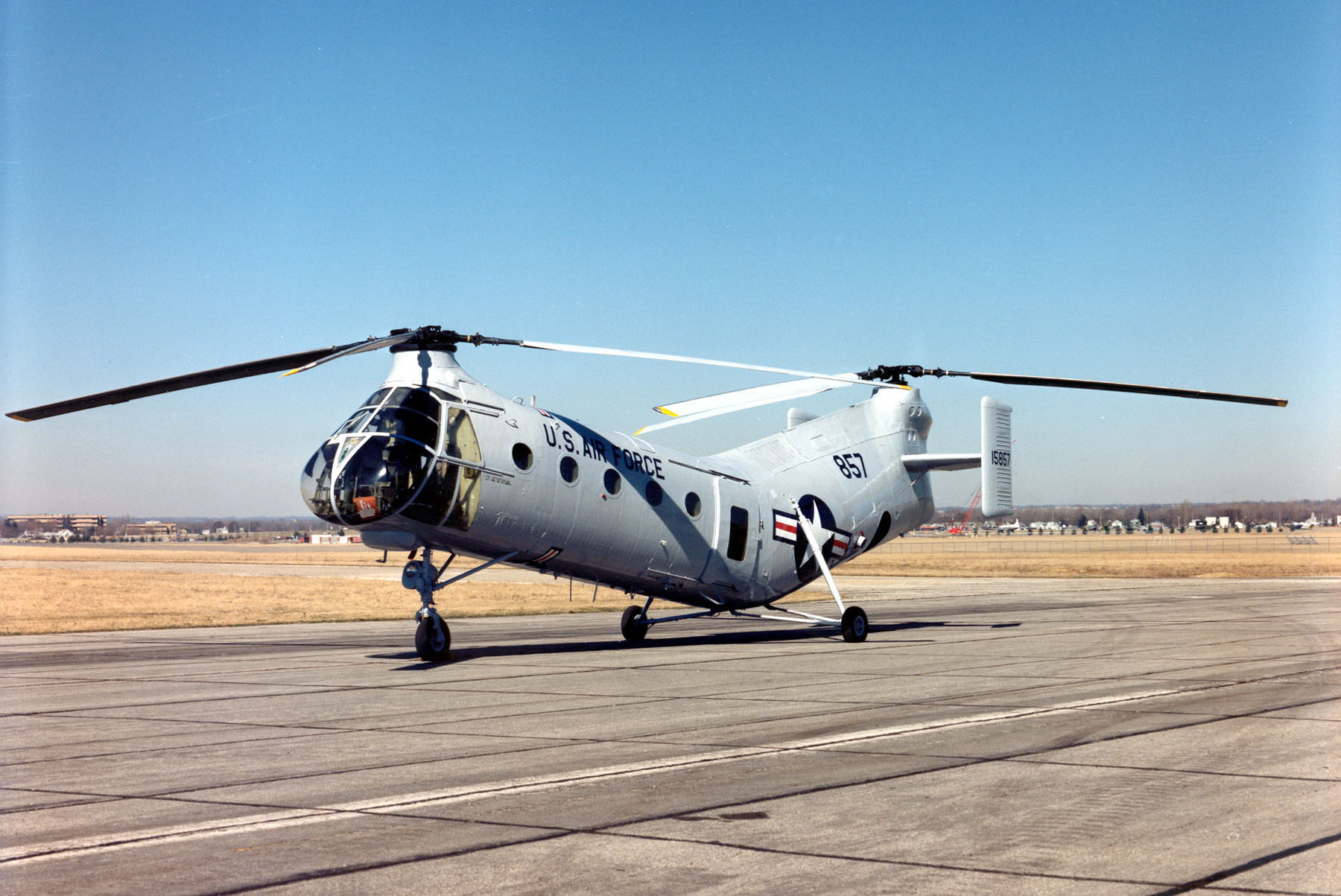
بياسكي إتش-21

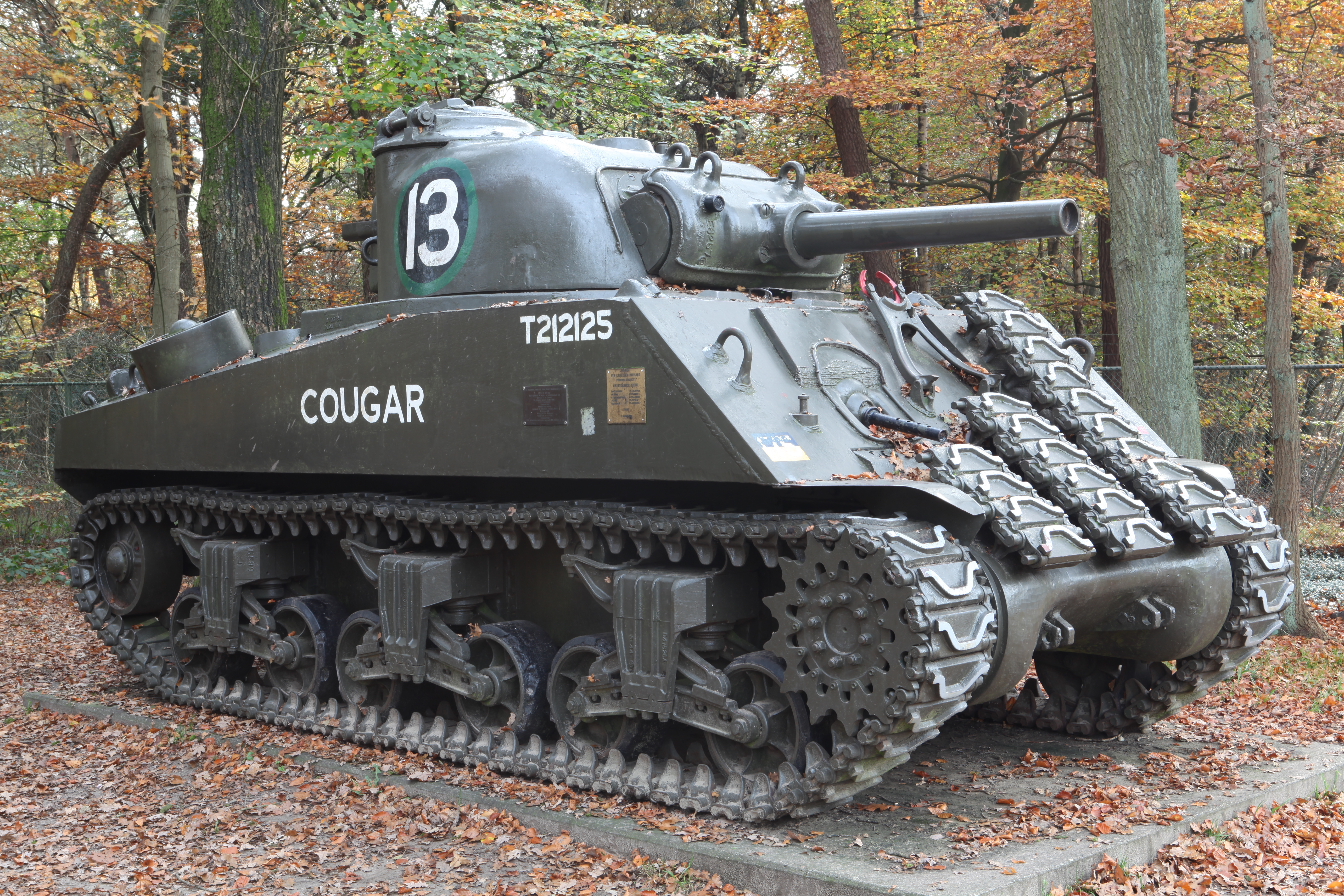
إم 4 شيرمان

## الطرازات
- أر-1820-04: 700 حصان (520 كيلو وات).
- أر-1820-1: 575 حصان (492 كيلو وات).
- أر-1820-4: 770 حصان (570 كيلو وات).
- أر-1820-19: 675 حصان (503 كيلو وات).
- أر-1820-22: 950 حصان (710 كيلو وات).
- أر-1820-25: 675 حصان (503 كيلو وات)، و750 حصان (560 كيلو وات) و775 حصان (578).
- أر-1820-32: 1000 حصان (750 كيلو وات).
- إكس أر-1820-32: 800 حصان (600 كيلو وات).
- أر-1820-33: 940 حصان (700 كيلو وات)، و950 حصان (710 كيلو وات).
- أر-1820-34 ايه: 1200 حصان (890 كيلو وات).
- أر-1820-42/40: 1100 حصان (820 كيلو وات)، و1200 حصان (890 كيلو وات).
- أر-1820-41: 850 حصان (630 كيلو وات).
- أر-1820-45: 800 حصان (600 كيلو وات)، و930 حصان (690 كيلو وات).
- أر-1820-49: 975 حصان (727 كيلو وات).
- أر-1820-50: 850 حصان (630 كيلو وات).
- أر-1820-52: 1000 حصان (750 كيلو وات).
- أر-1820-52: 930 حصان (690 كيلو وات)، و1000 حصان (750 كيلو وات).
- أر-1820-56: 1200 حصان (890 كيلو وات)، و1350 حصان (1010 كيلو وات)، و930 حصان (690 كيلو وات).
- أر-1820-57: 1060 حصان (790 كيلو وات).
- أر-1820-60: 1200 حصان (890 كيلو وات).
- أر-1820-62: 1350 حصان (1010 كيلو وات).
- أر-1820-66: 1200 حصان (895 كيلو وات)، و1350 حصان (1007 كيلو وات).
- أر-1820-69/67: 1200 حصان (890 كيلو وات). مُزود بشاحن توربيني.
- أر-1820-72 دبليو: 1350 حصان (1010 كيلو وات)، و1245 حصان (1063 كيلو وات).
- أر-1820-74 دبليو: 1500 حصان (1100 كيلو وات).
- أر-1820-76 ايه، بي، سي، دي: 1425 حصان (1063 كيلو وات).
- أر-1820-77: 1200 حصان (890 كيلو وات).
- أر-1820-78: 700 حصان (522 كيلو وات)، و1100 حصان (820 كيلو وات).
- أر-1820-80: 700 حصان (520 كيلو وات)، و1535 حصان (1145 كيلو وات).
- أر-1820-82 دبليو ايه: 1525 حصان (1137 كيلو وات).
- أر-1820-86: 1425 حصان (1063 كيلو وات).
- أر-1820-97: 1200 حصان (890 كيلو وات). مُزود بشاحن توربيني.
- أر-1820-103: 1425 حصان (1063 كيلو وات).
- اس جي أر-1820-إف 3: 710 حصان (530 كيلو وات)، و720 حصان (540 كيلو وات).
- اس جي أر-1820-إف 2: 720 حصان (540 كيلو وات).
- أر-1820-إف 53: 770 حصان (570 كيلو وات).
- أر-1820-إف 56: 790 حصان (590 كيلو وات).
- أر-1820-جي 3: 840 حصان (630 كيلو وات).
- أر-1820-جي 5: 950 حصان (710 كيلو وات).
- أر-1820-جي 101: 1100 حصان (820 كيلو وات).
- أر-1820-جي 102: 775 حصان (578 كيلو وات).
- أر-1820-جي 102 ايه: 1100 حصان (820 كيلو وات).
- أر-1820-جي 202 ايه: 1200 حصان (890 كيلو وات).
- أر-1820-جي 103: 1000 حصان (750 كيلو وات).
- أر-1820-جي 105: 1000 حصان (750 كيلو وات).
- أر-1820-جي 205 ايه: 1200 حصان (890 كيلو وات).

ملاحظة: الطرازات التي تنتهي أسماؤها بدبليو، تُشير إلى أنها مُزودة بأنظمة لزيادة القدرة تستخدم خليط المياه والميثانول.

### هيسبانو سويزا 9 في
هيسبانو-سوزيا 9 في هو طراز من محرك أر-1820، صُنع بموجب ترخيص.
- هيسبانو سويزا 9 في أر: طراز من هيسبانو سويزا 9 في، مُزود بترس تخفيض لسرعة المروحة الدافعة.
- هيسبانو سويزا 9 في بي وهيسبانو سويزا 9 في بي أر: طراز من هيسبانو سويزا 9 في بي، مُزود بترس تخفيض لسرعة لسرعة المروحة الدافعة وشاحن توربيني فائق.
- هيسبانو سويزا 9 في بي أر اس: طراز من هيسبانو سويزا 9 في بي، مُزود بترس تخفيض لسرعة لسرعة المروحة الدافعة وشاحن توربيني فائق.
- هيسبانو سويزا 9 في بي اس: طراز من هيسبانو سويزا 9 في بي، مُزود بشاحن توربيني فائق.
- هيسبانو سويزا 9 في دي: طراز من هيسبانو سويزا 9 في.
- هيسبانو سويزا 9 في-10: بلغت قدرته 575 حصان (429 كيلو وات)، وأدار مروحة دافعة ذات زاوية ميل شفرة ثابتة.
- هيسبانو سويزا 9 في-11: مثل محرك هيسبانو سويزا 9 في-10، لكن المروحة الدافعة تتدور في اتجاه اليمين.
- هيسبانو سويزا 9 في-16: بلغت قدرته 650 حصان (480 كيلو وات)، وأدار مروحة دافعة ذات زاوية ميل شفرة متغيرة، وكانت تدورة لليسار.
- هيسبانو سويزا 9 في-17: مثل محرك هيسبانو سويزا 9 في-16، لكن المروحة الدافعة تتدور في اتجاه اليمين.

## التطبيقات

### الطائرات
- بوينغ بي-17 القلعة الطائرة
- بوينغ 307

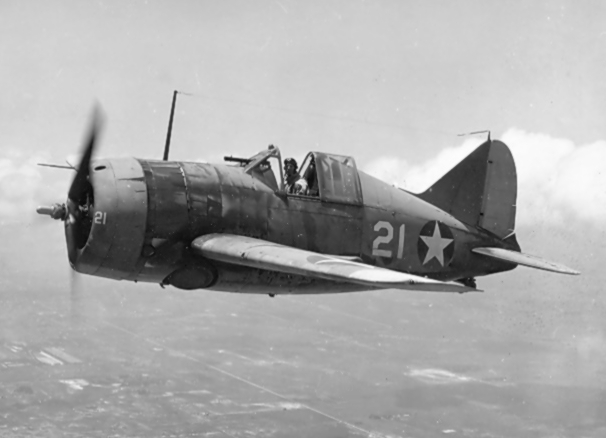
بريويستر إف 2 ايه

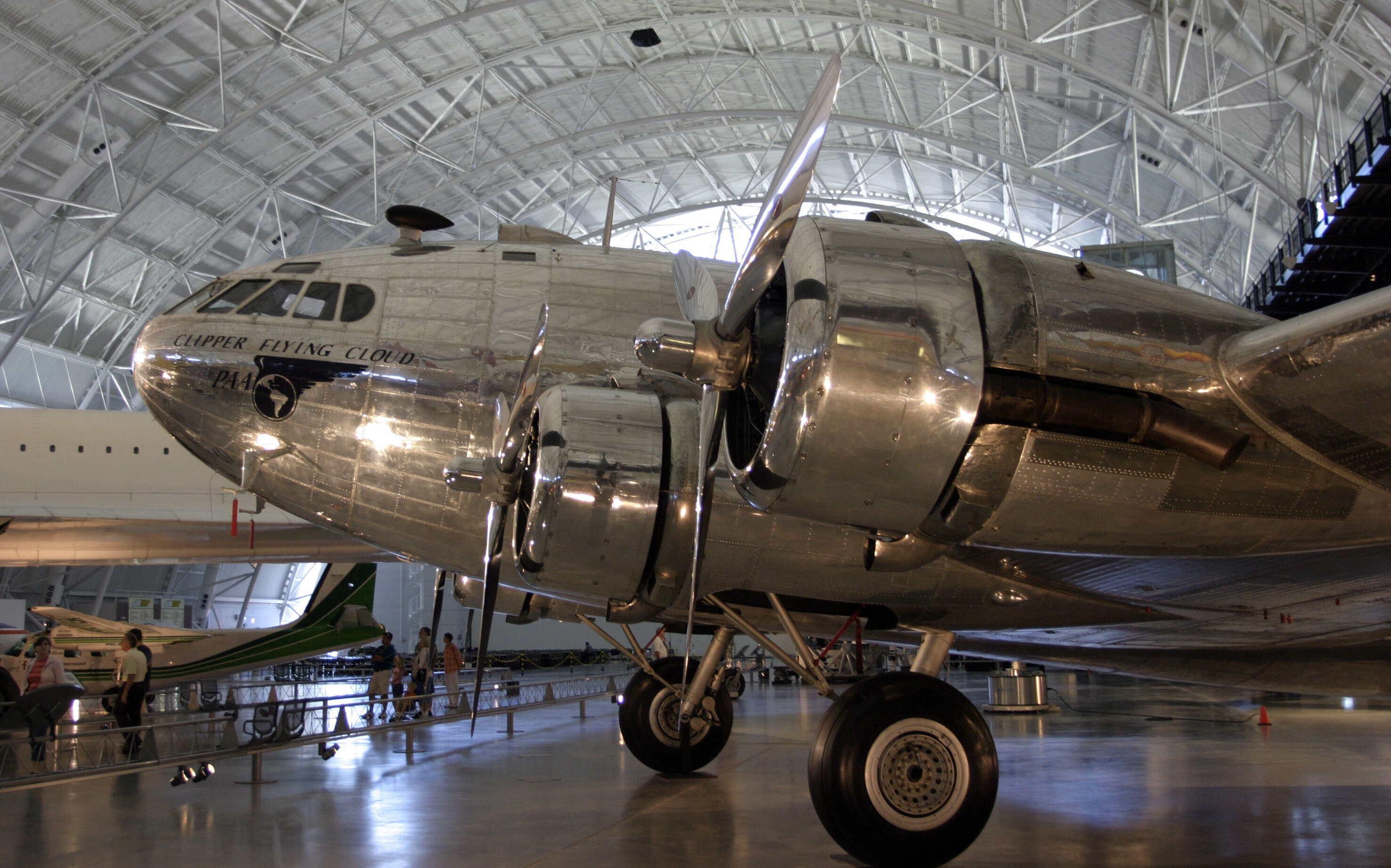
بوينغ 307

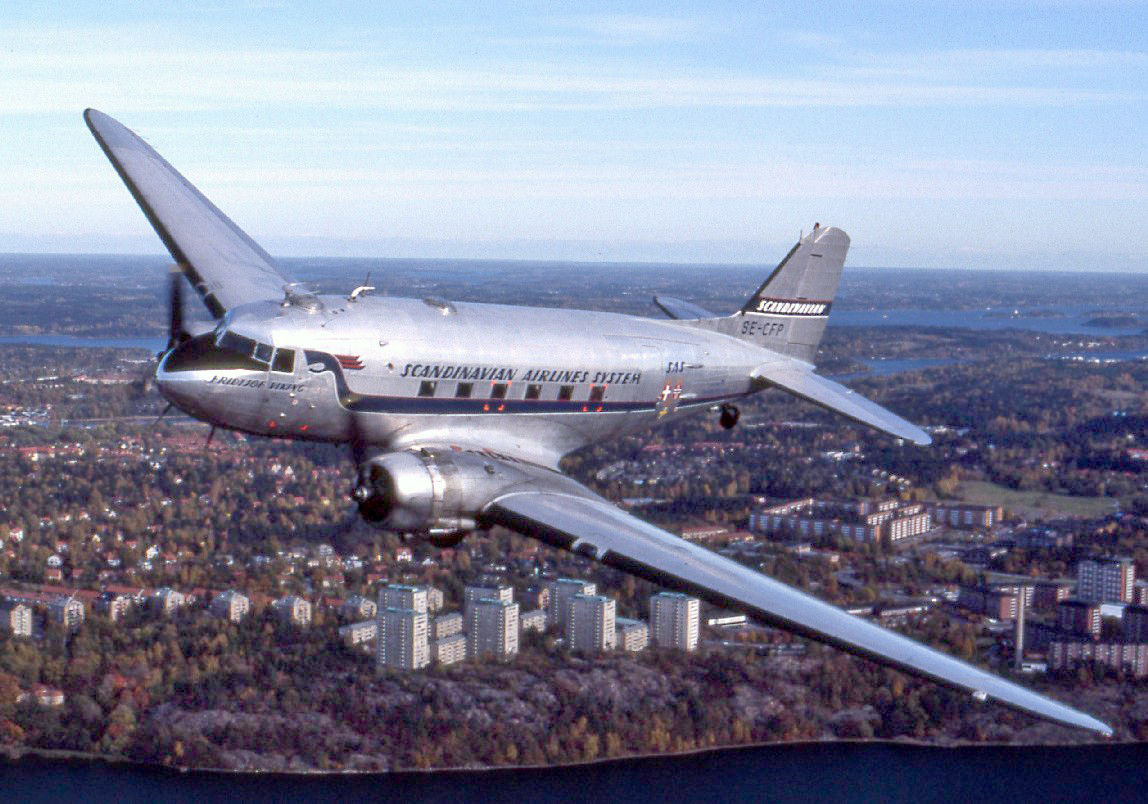
دوغلاس دي سي-3

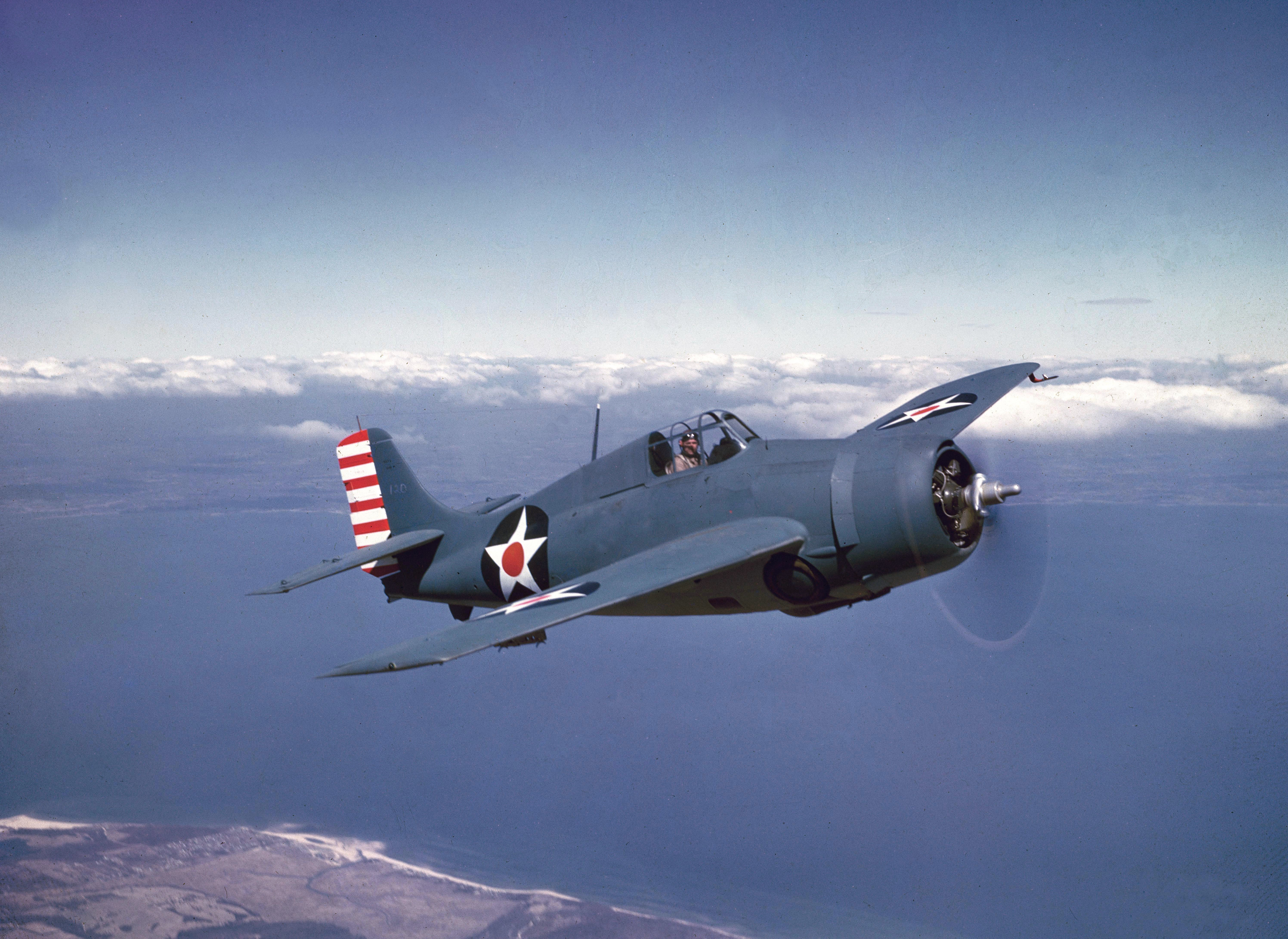
غرومان إف 4 إف ويلدكات

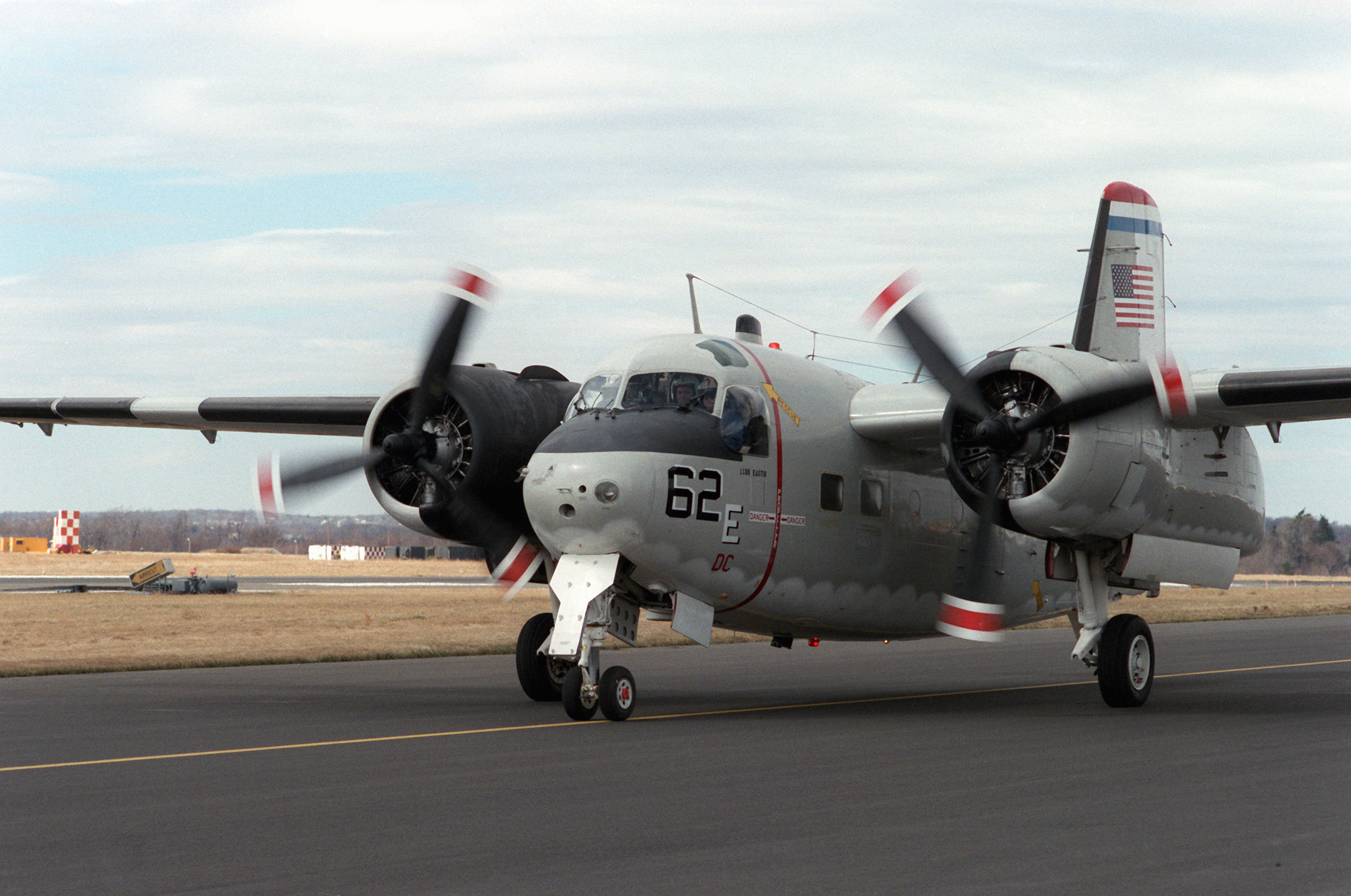
غرومان سي-1 تريدر

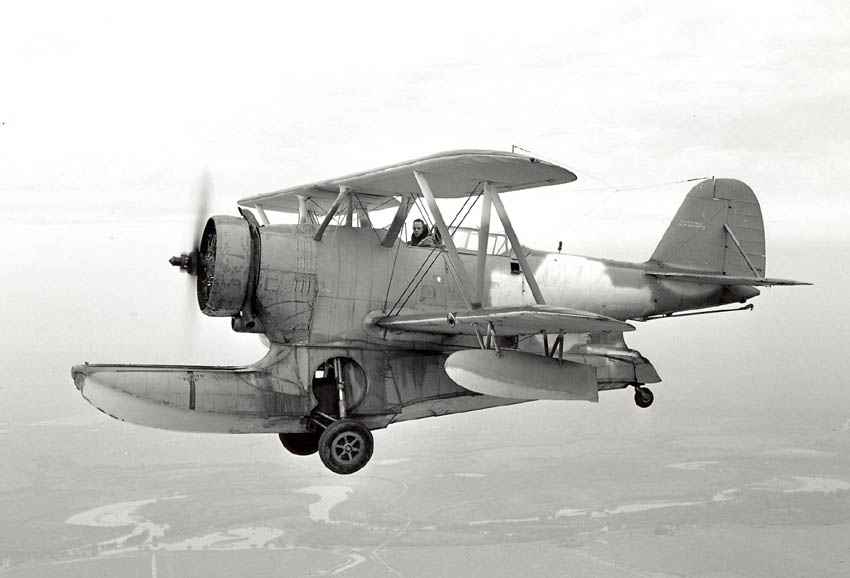
غرومان جيه 2 إف دك

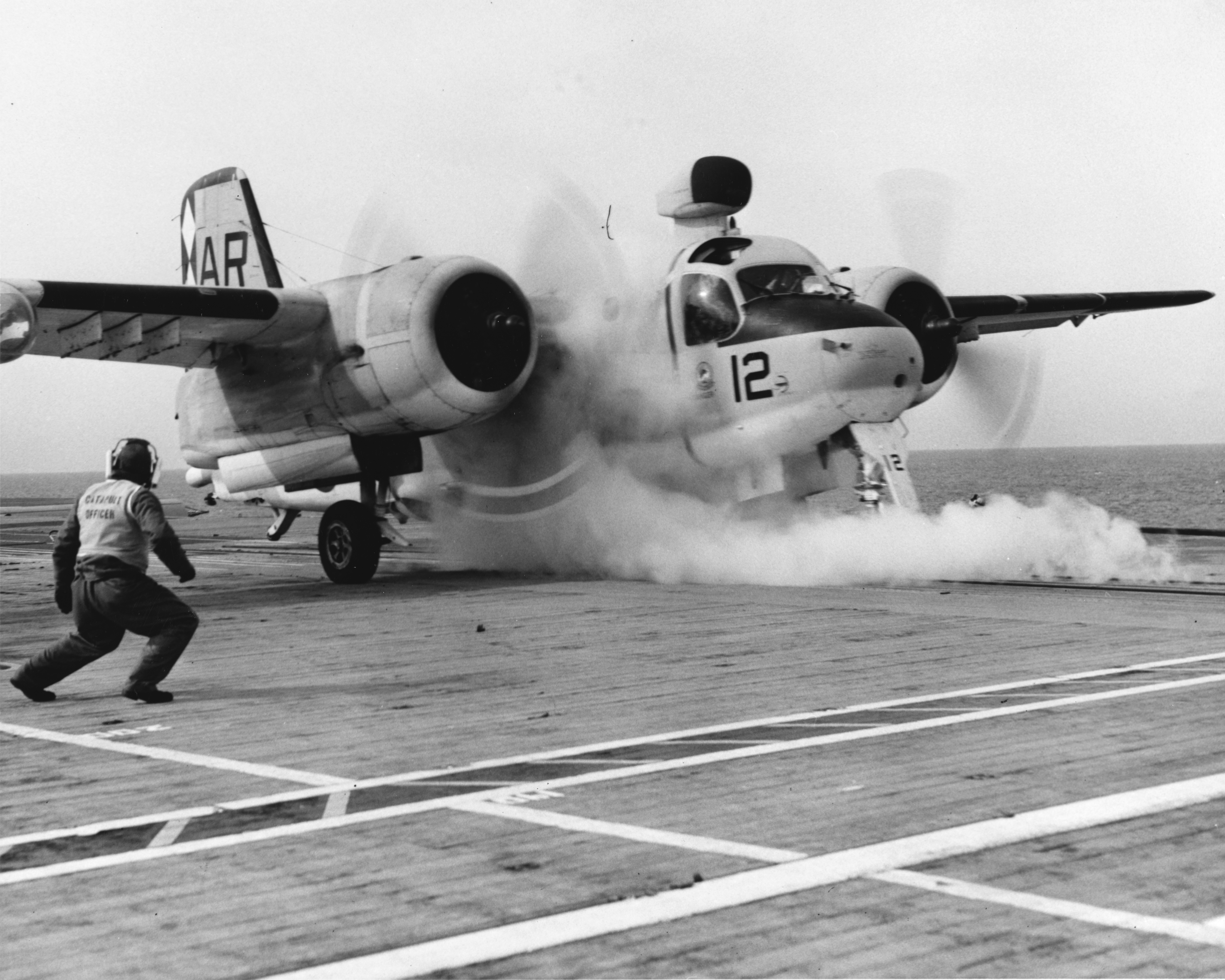
إس-2 تراكر

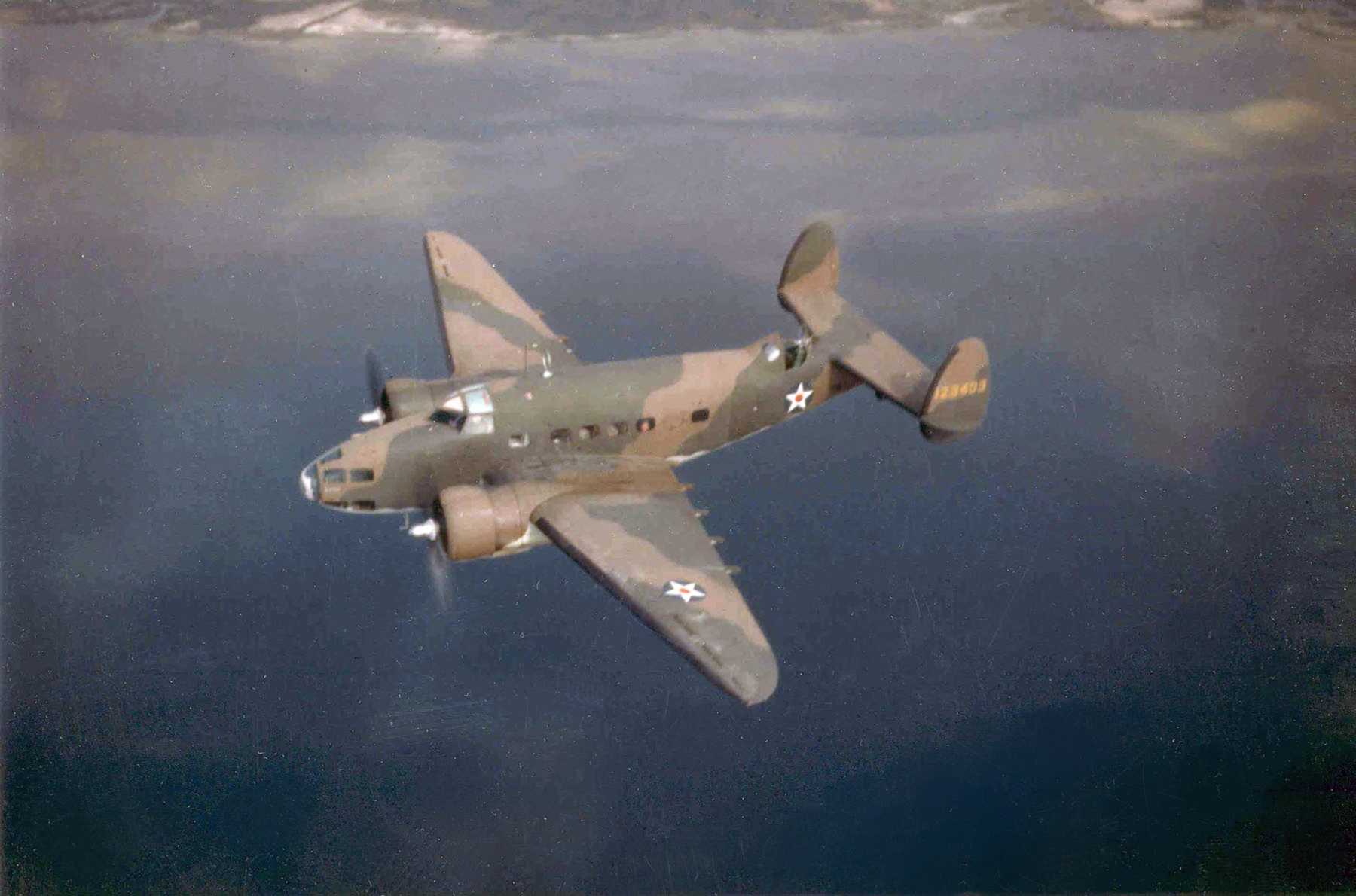
لوكهيد هدسون

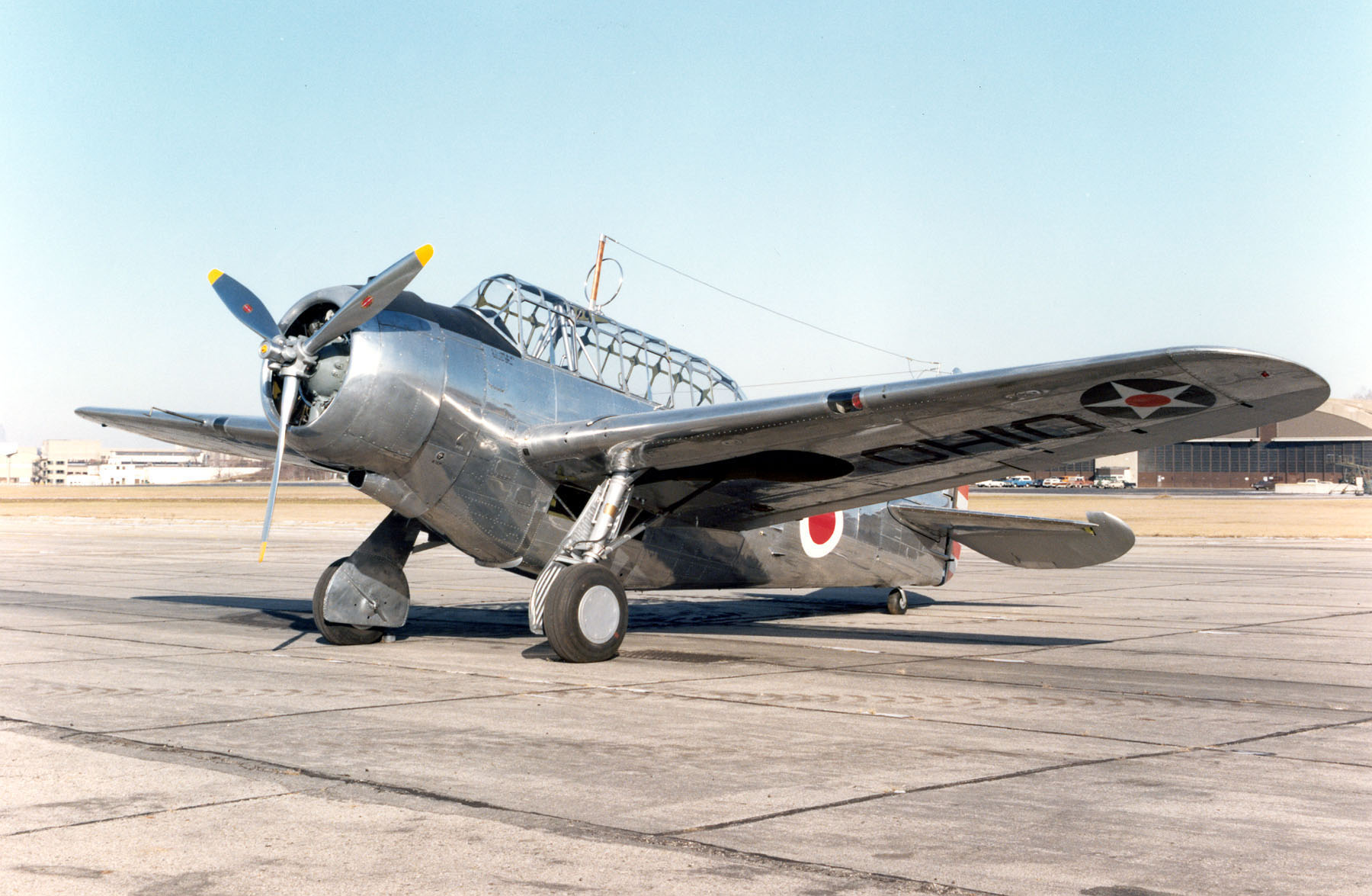
نورث أمريكان أو-47

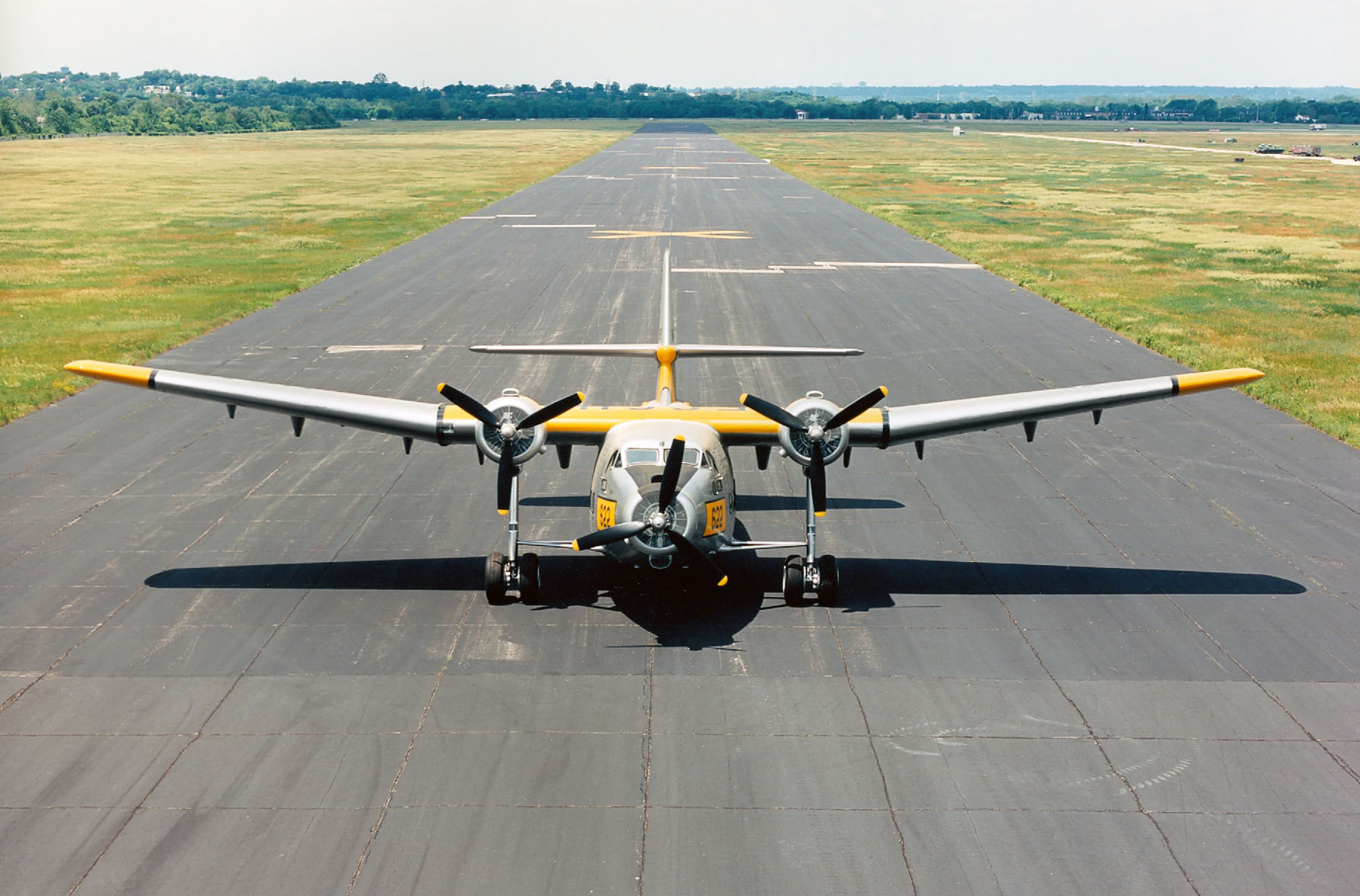
نورثروب واي سي-125 بي

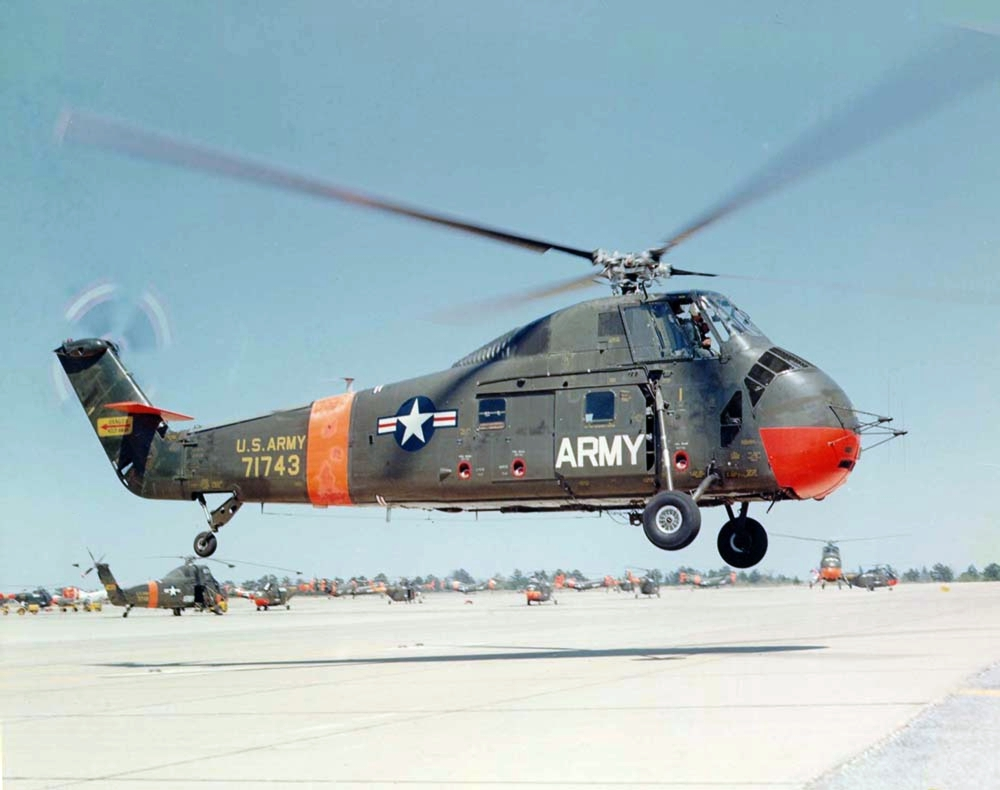
سيكورسكي إتش-34

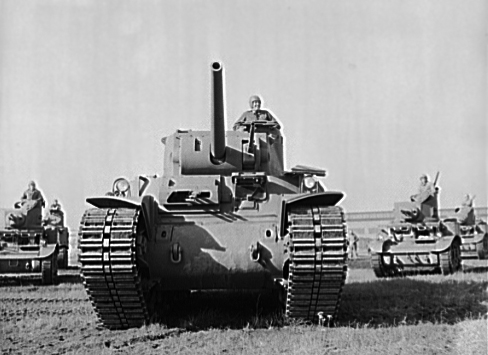
الدبابة الثقيلة إم 6

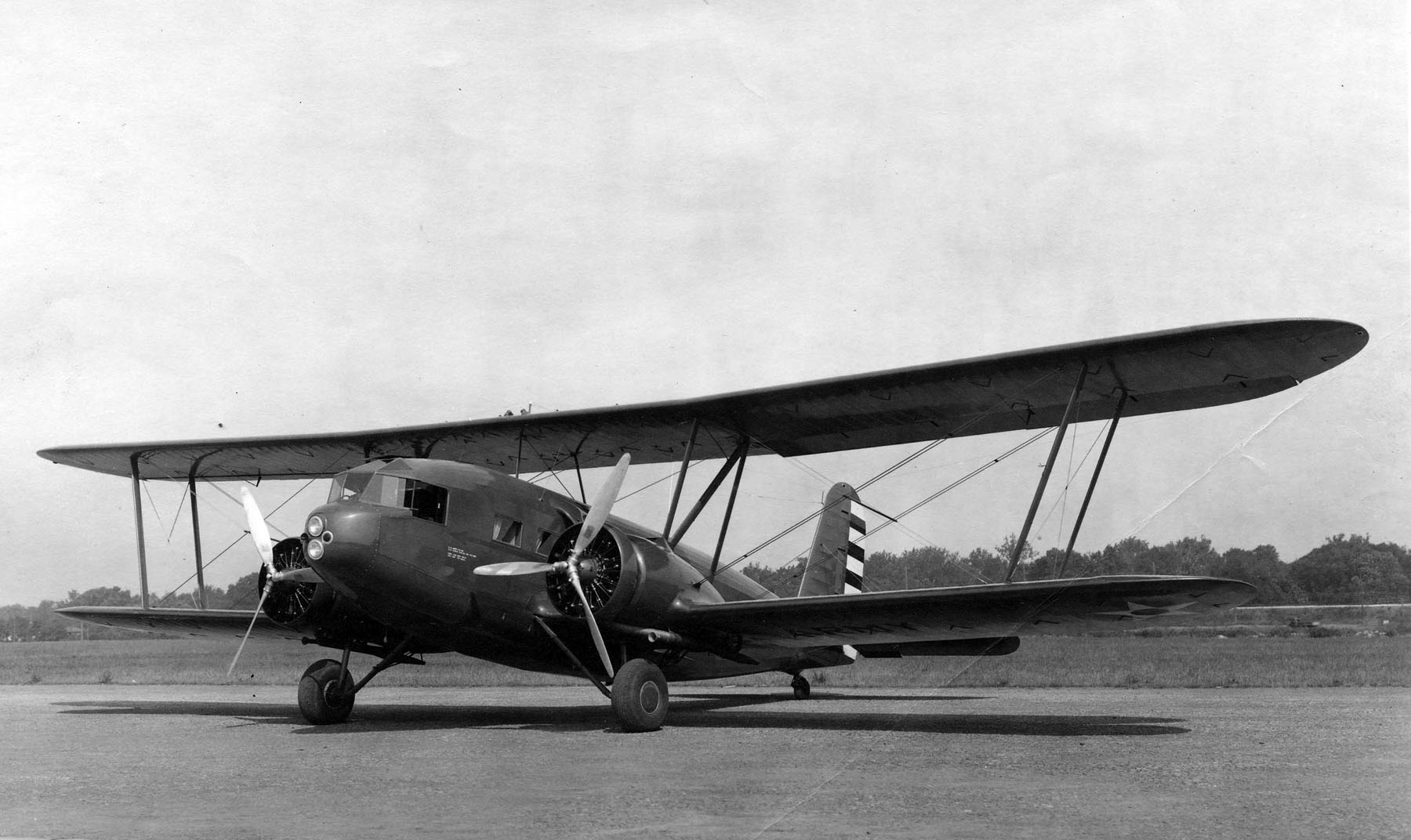
كيرتس تي-32 كوندور 2 (ايه تي-32 ايه)
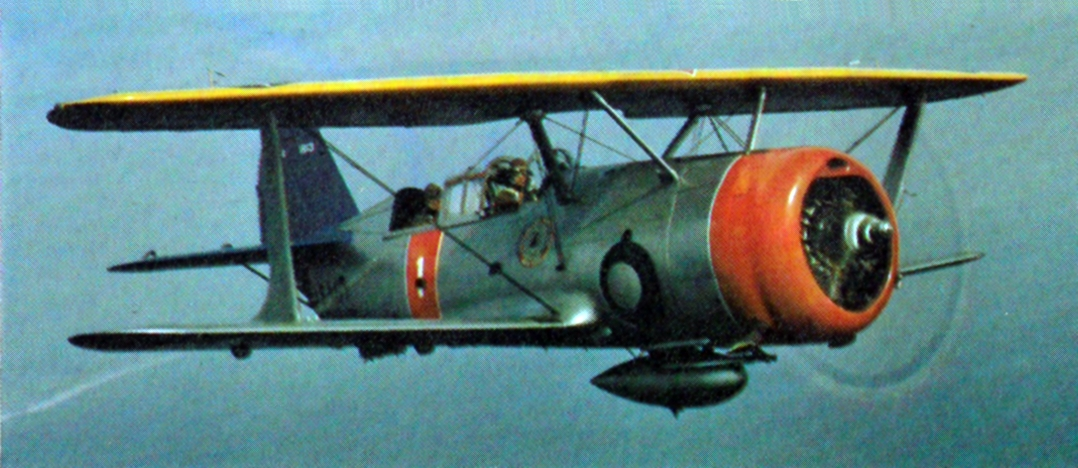
كيرتس اس بي سي هيل دريفر (اس بي سي-4)
- كيرتس بي-36 هاوك
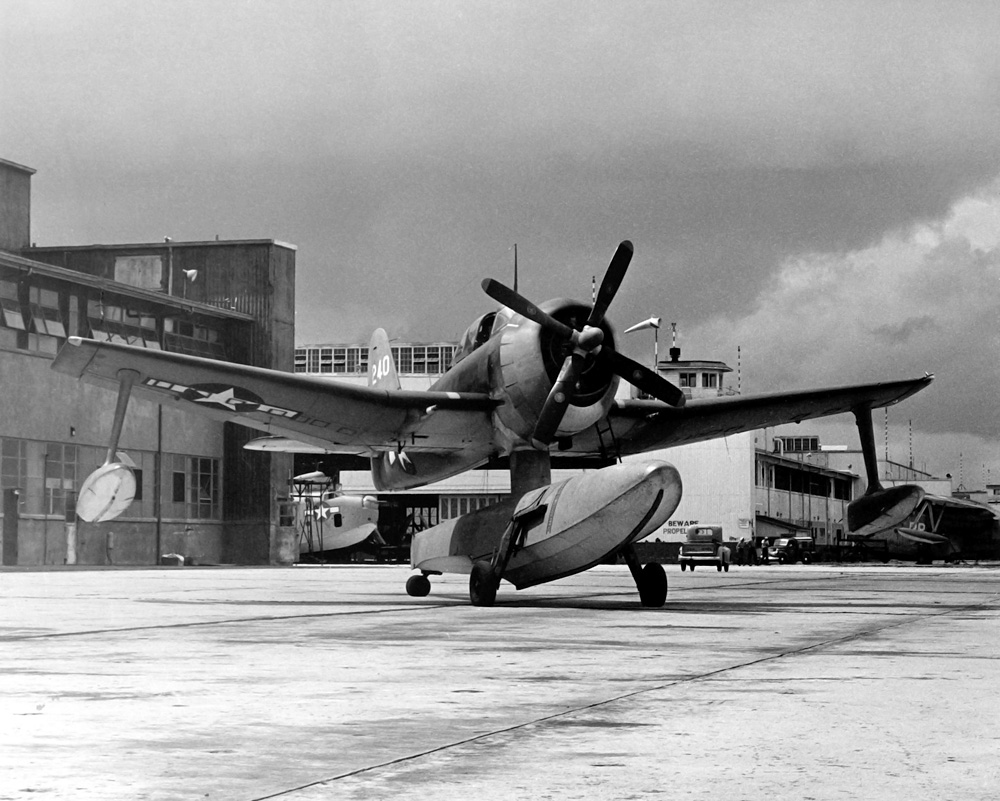
كيرتس اس سي هاوك المائية
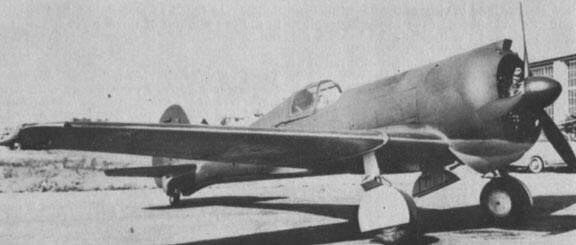
كيرتس رايت-سي دبليو 21
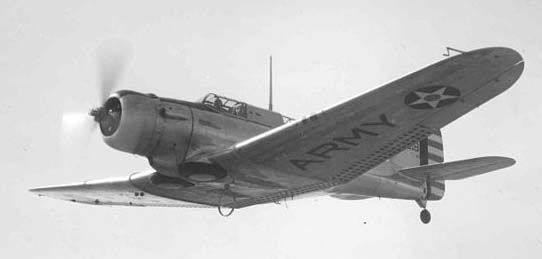
دوغلاس ايه-33
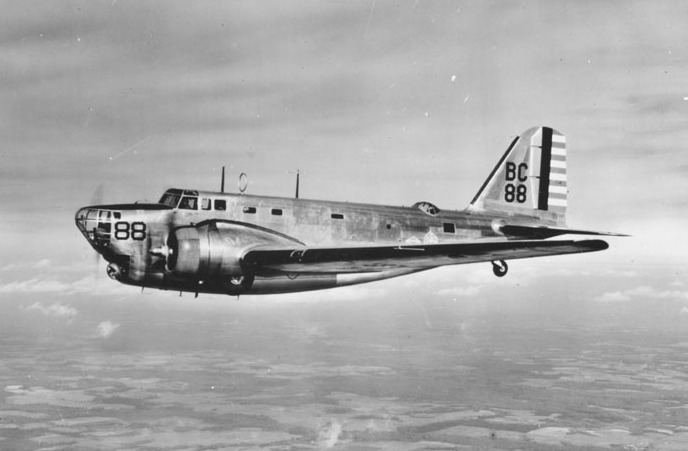
دوغلاس بي-18 بولو (بي-18)
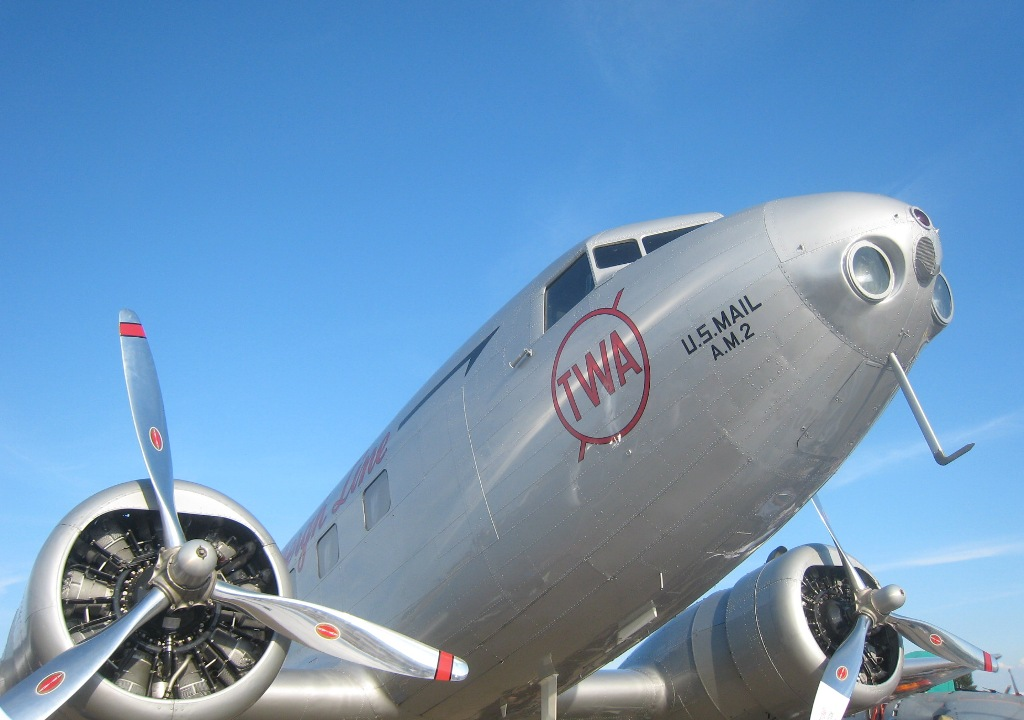
دوغلاس دي سي-22
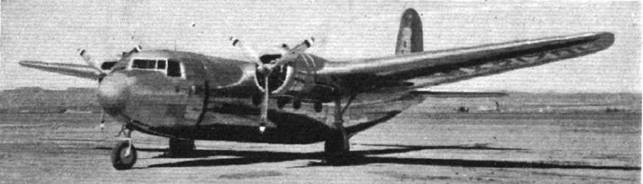
دوغلاس دي سي-3 (دي اس تي، جي-102، جي-202)
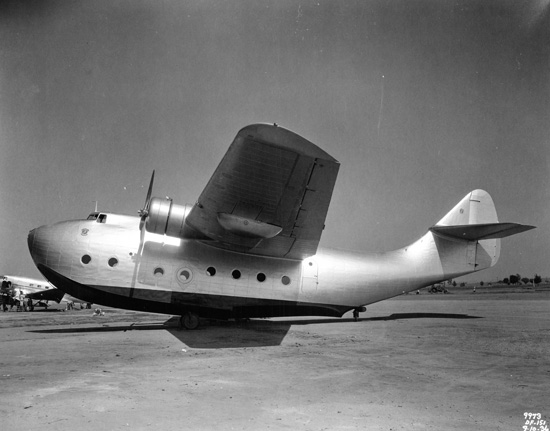
دوغلاس سوبر دي سي-3، أر 4 دي 8/سي-117
- دوغلاس دي سي-5
- دوغلاس دي إف
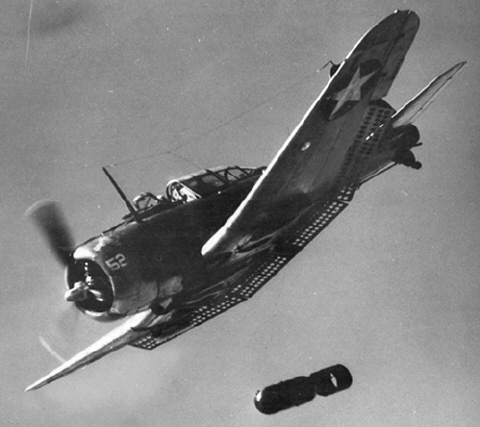
دوغلاس اس بي دي دونتليس
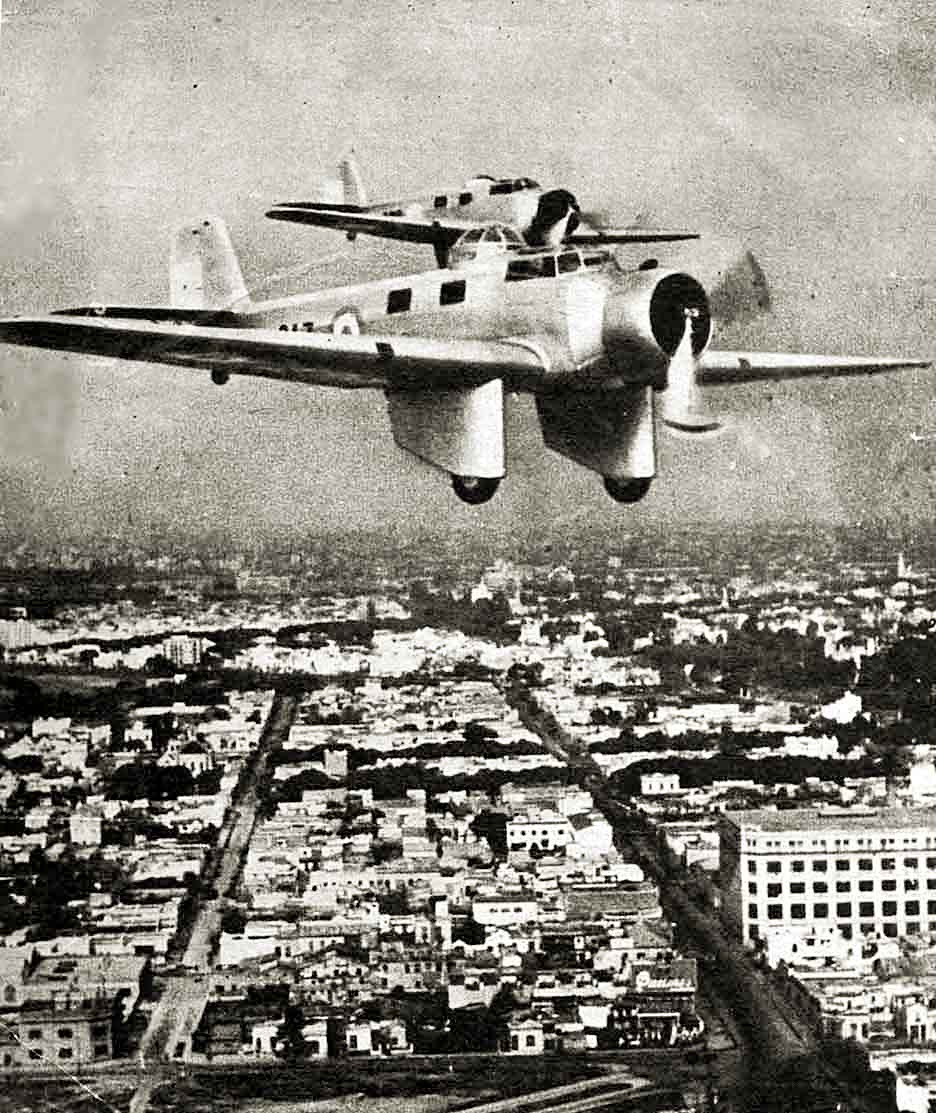
فما ايمب 2
- غرومان إف 4 إف ويلدكات
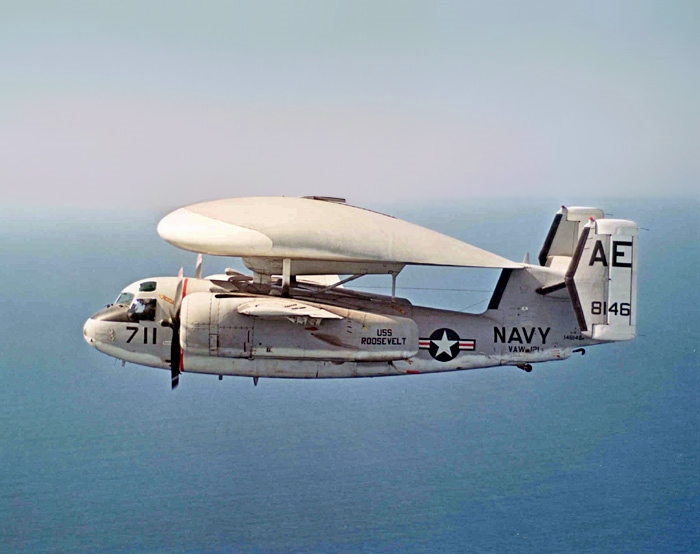
غرومان سي-1 تريدر (تي إف 1/سي-1)
- غرومان إي 1 تراسر
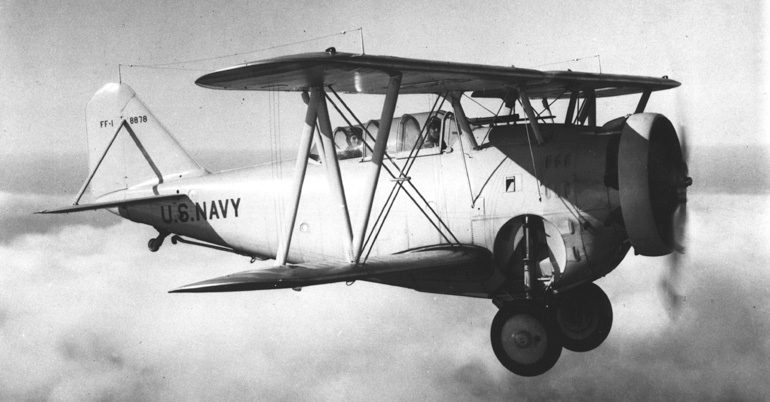
غرومان إف إف
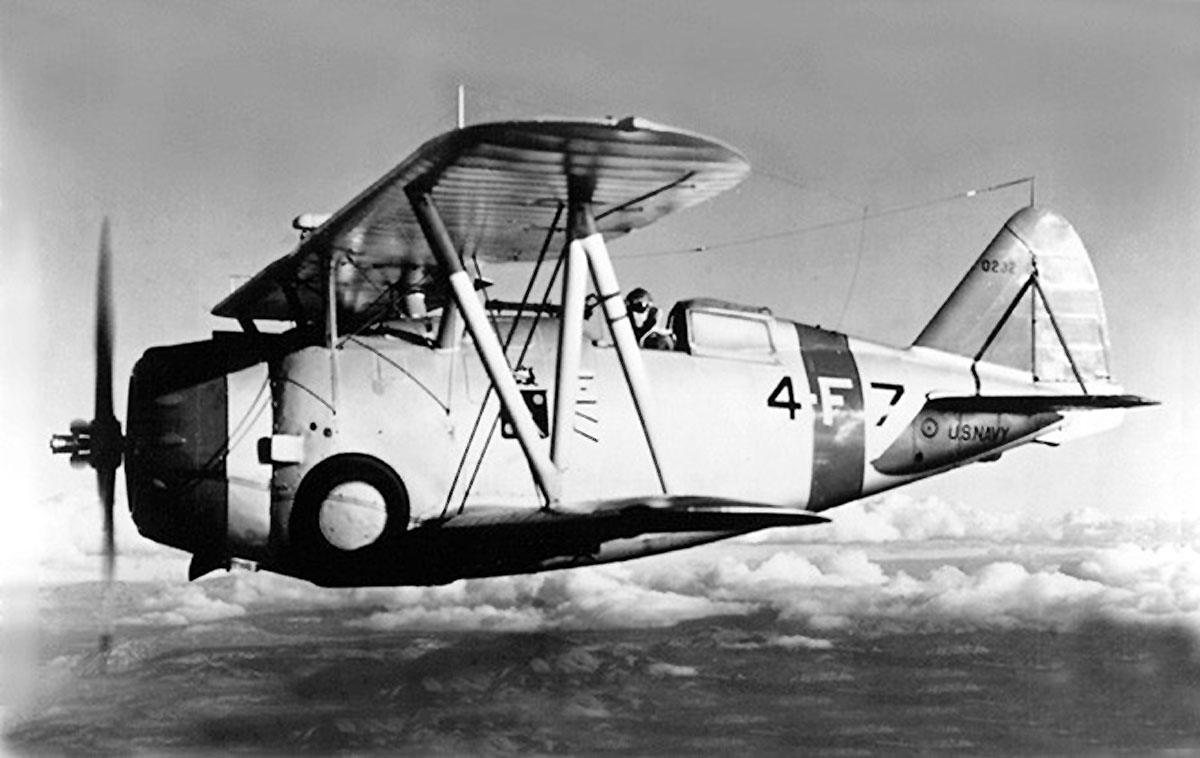
غرومان إف 3 إف
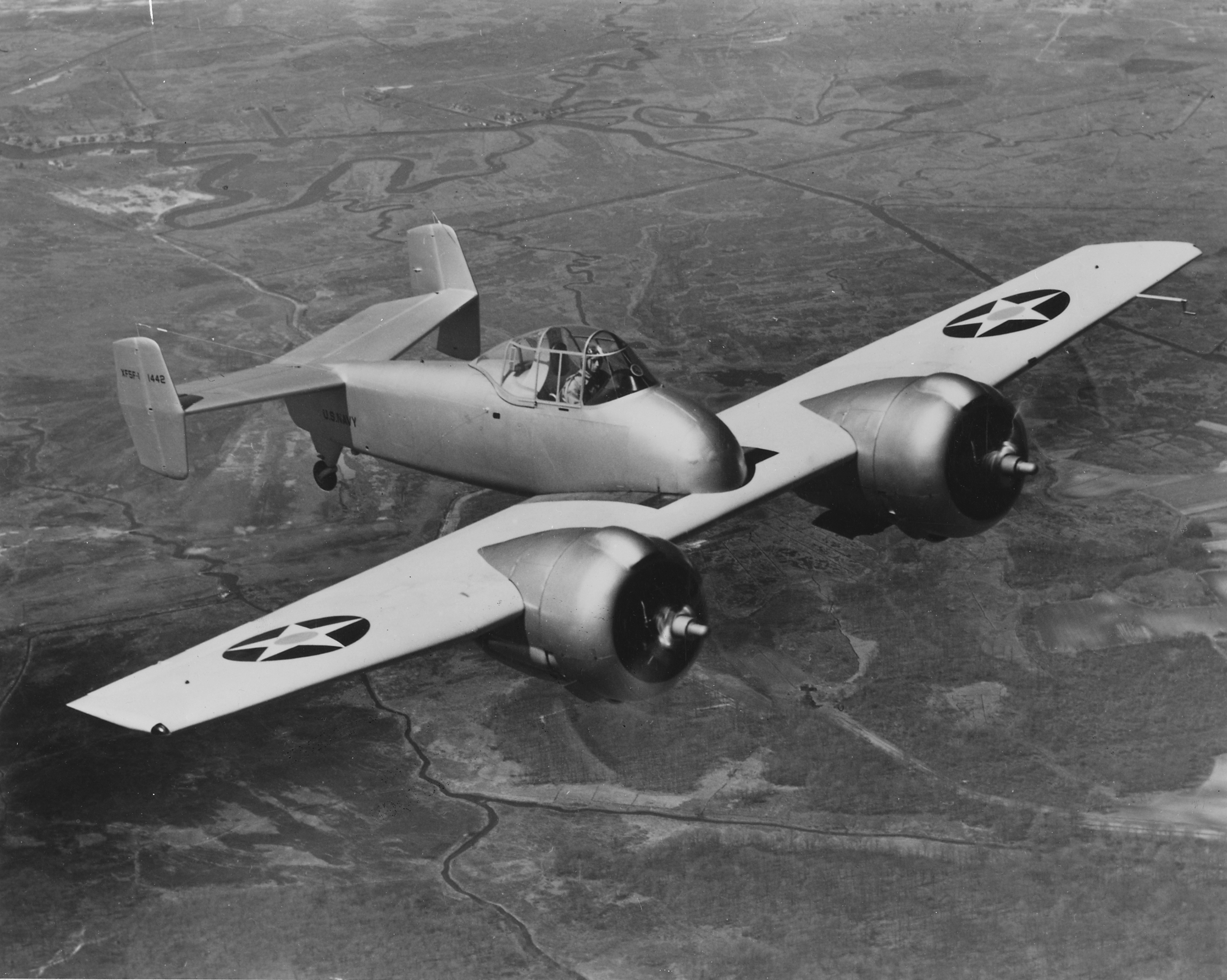
غرومان إكس إف 5 إكس سكاي روكيت
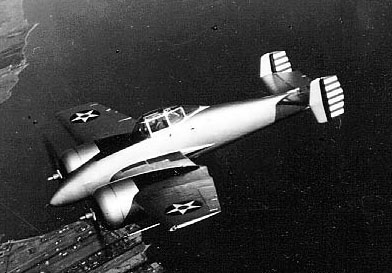
غرومان إكس بي-50
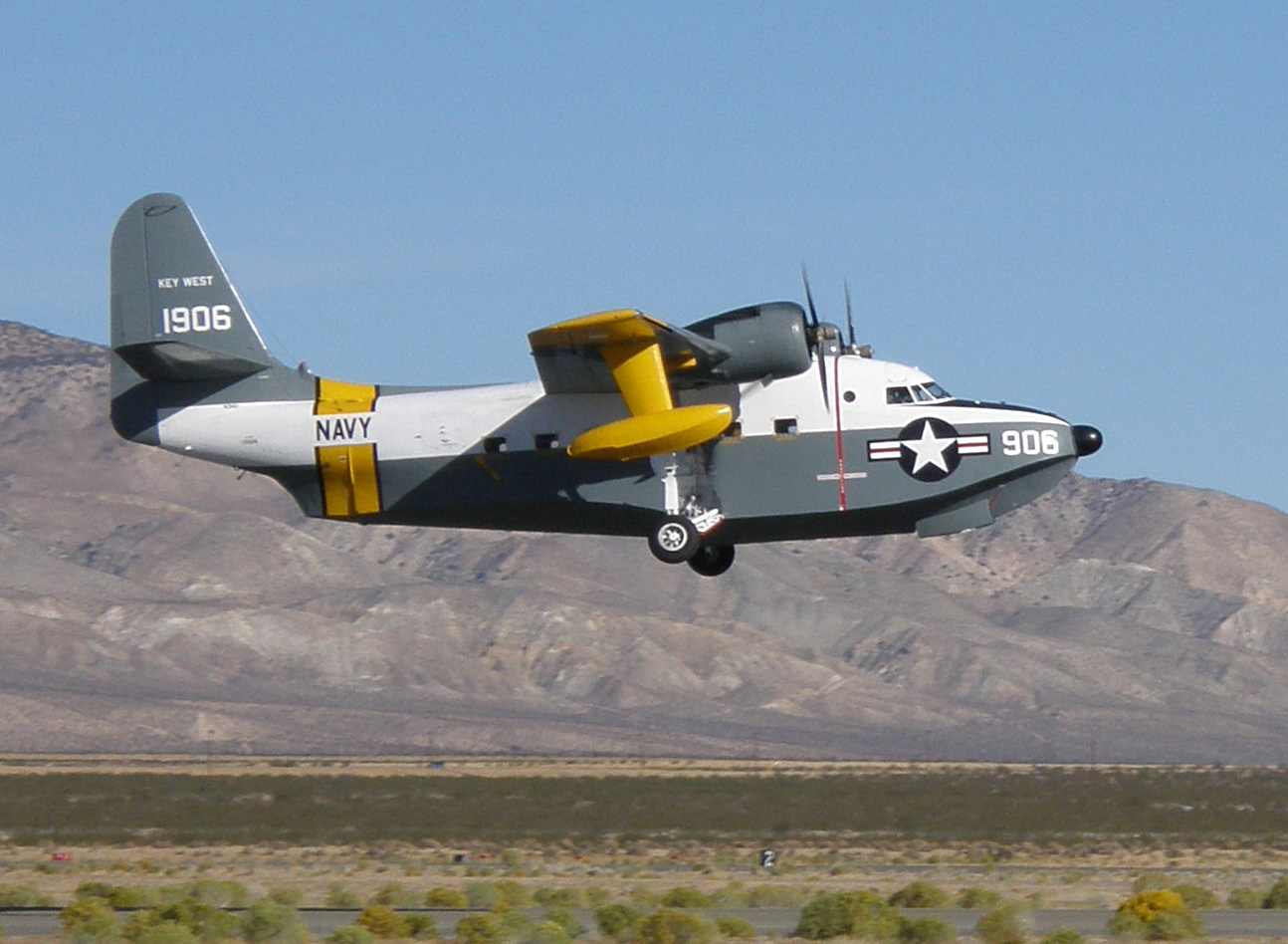
غرومان إتش يو-16 الباتروس
- غرومان جيه 2 إف دك
- إس-2 تراكر
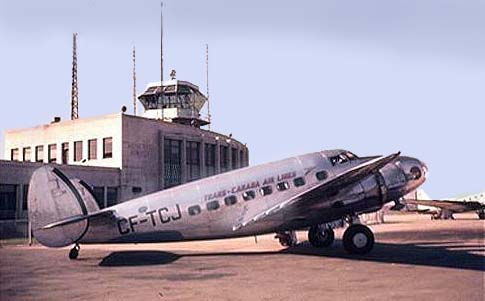
لوكهيد 14
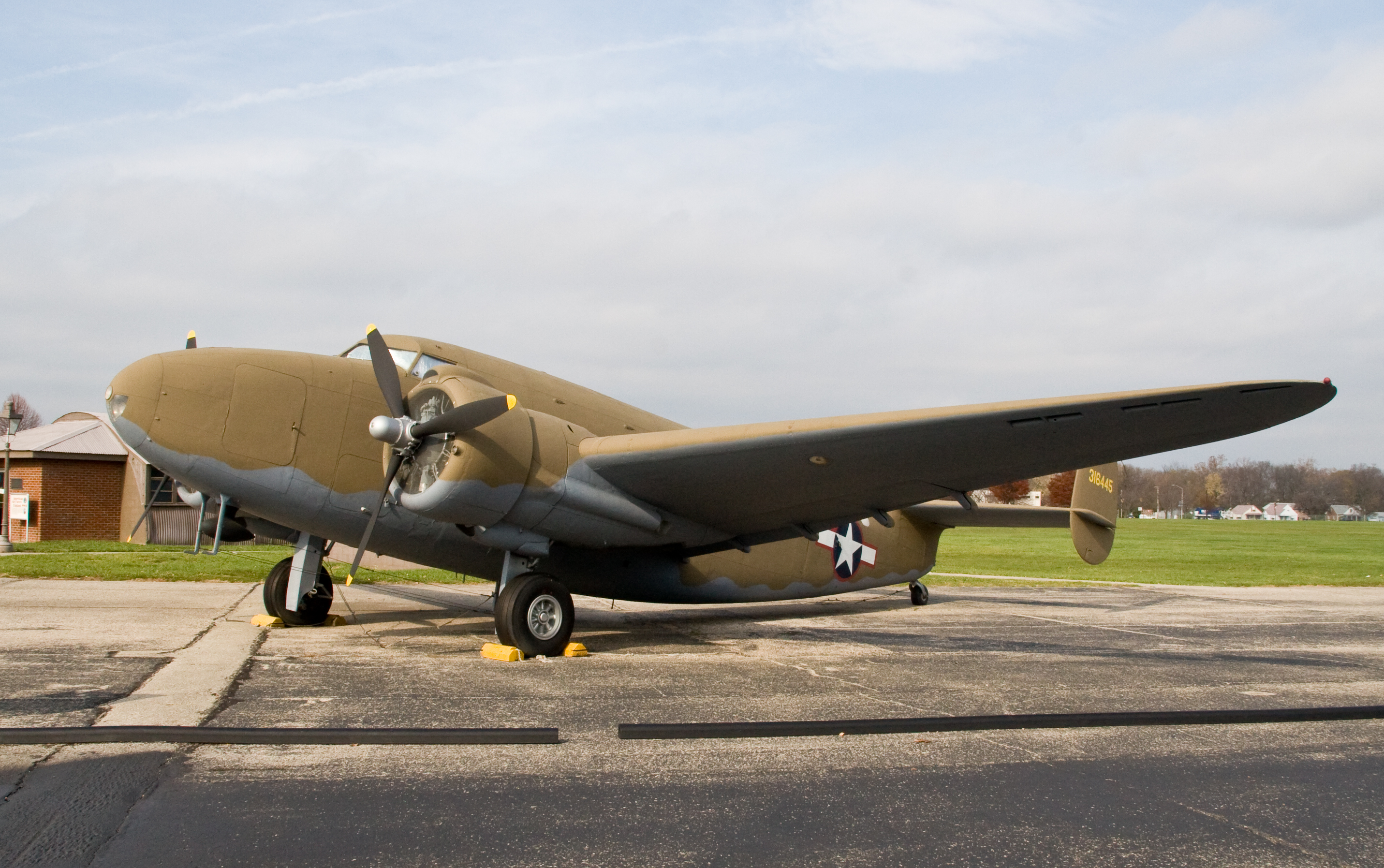
لوكهيد لودستار
- لوكهيد هدسون
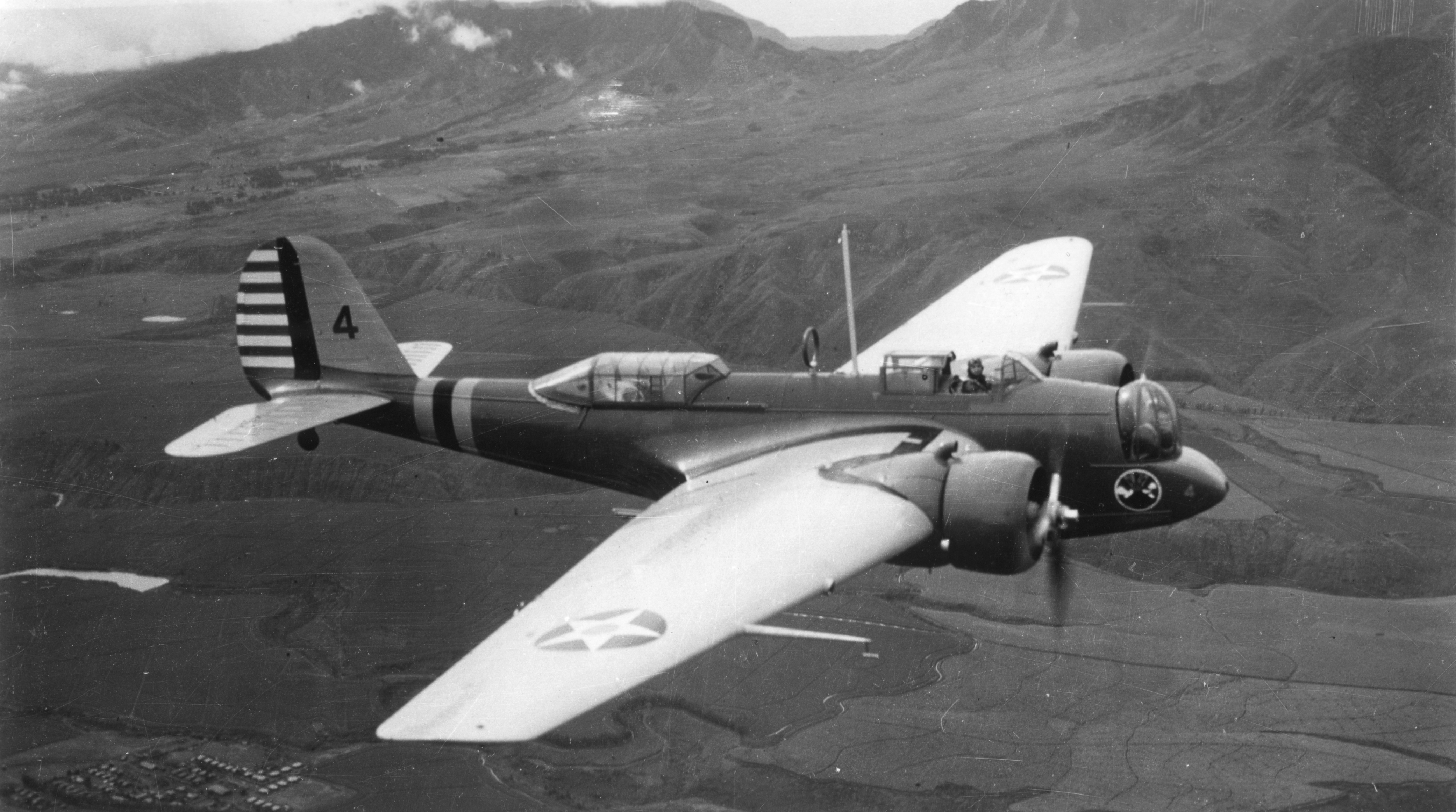
مارتن بي-10
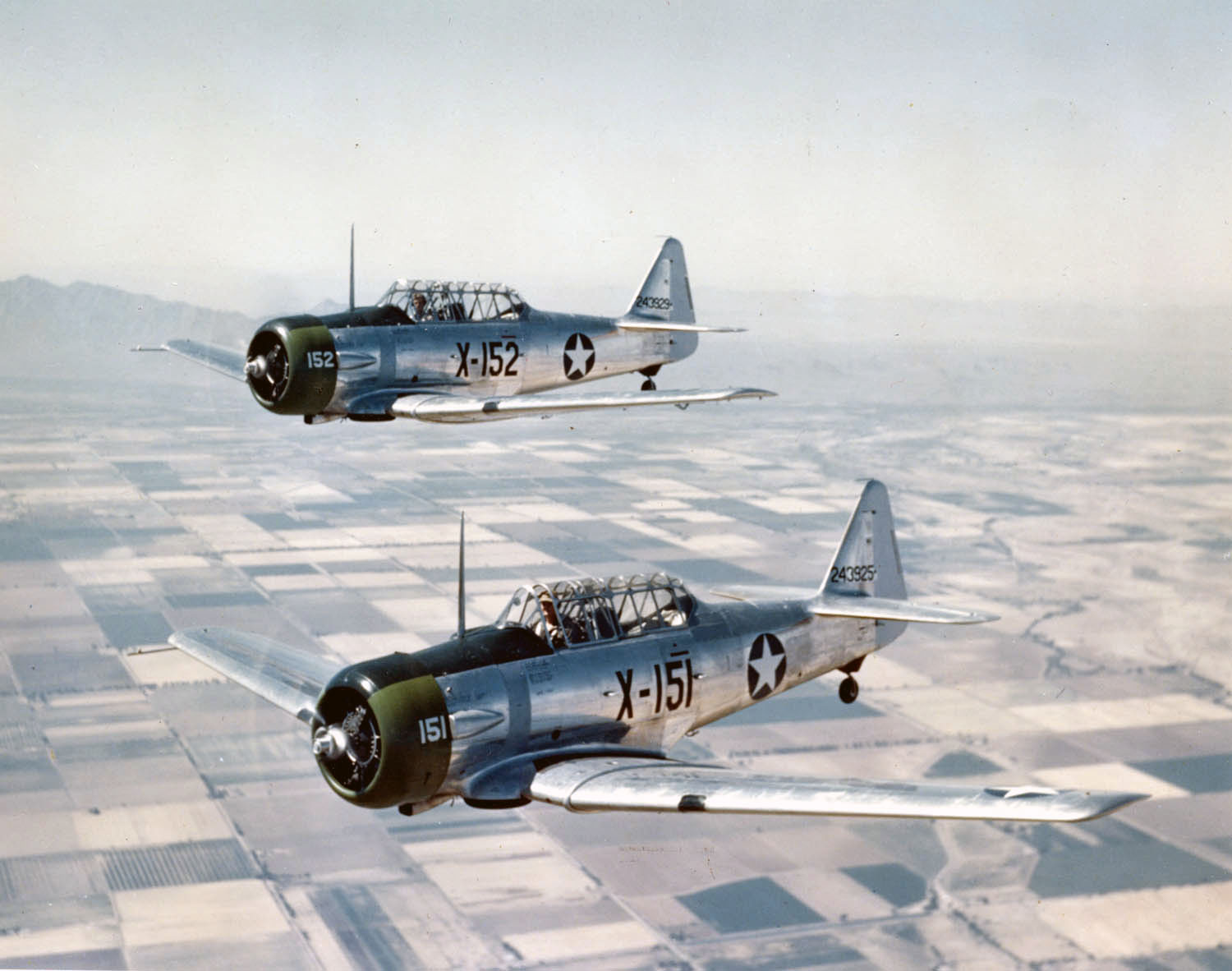
نورث أمريكان إن ايه-44
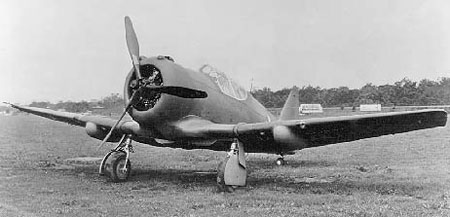
نورث أمريكان أو-47
- نورث أمريكان بي-64
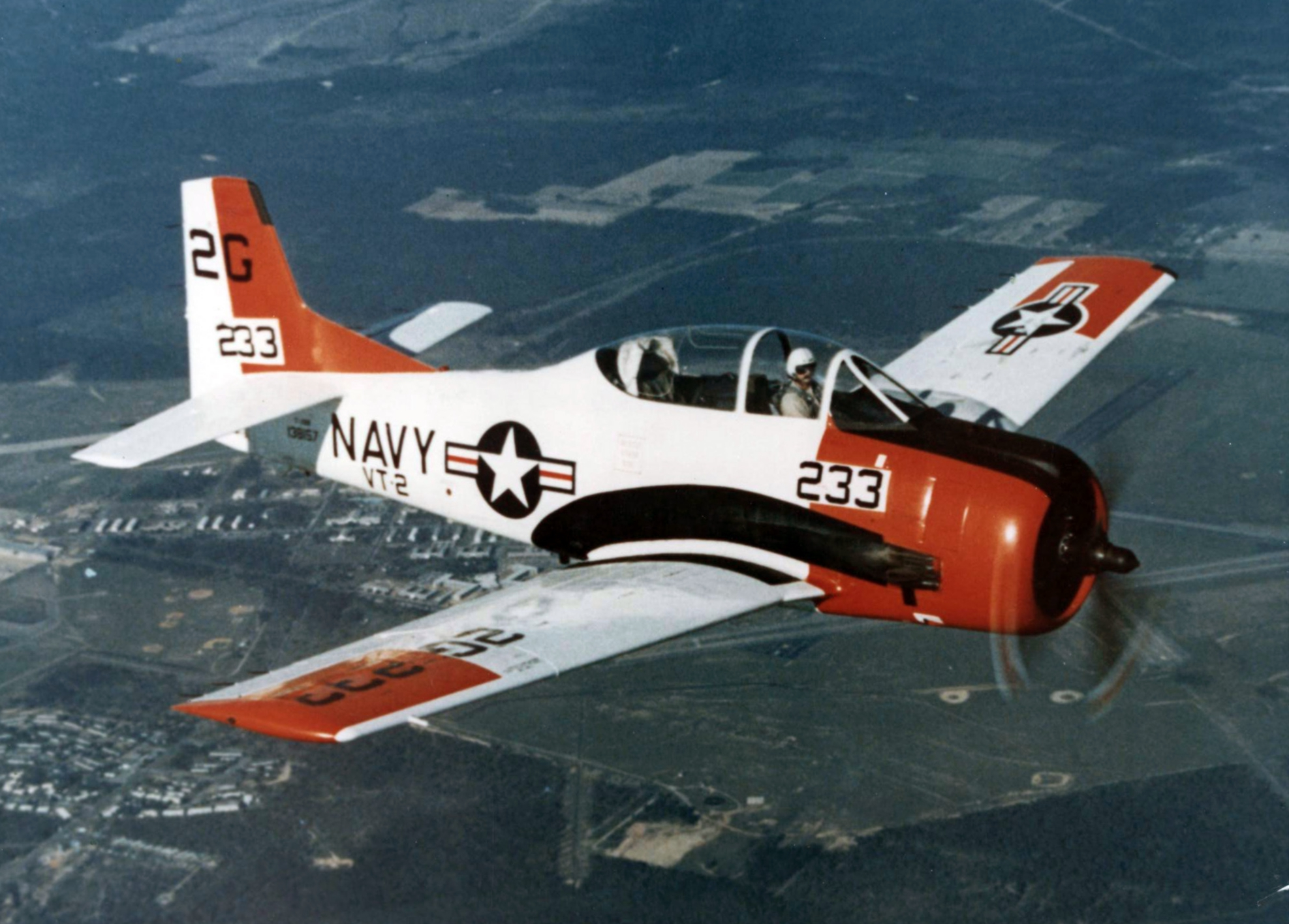
نورث أمريكان تي-28 تروجان
- نورثروب واي سي-125 ريدر
- بياسكي إتش-21
- بوليكاربوف أي-16
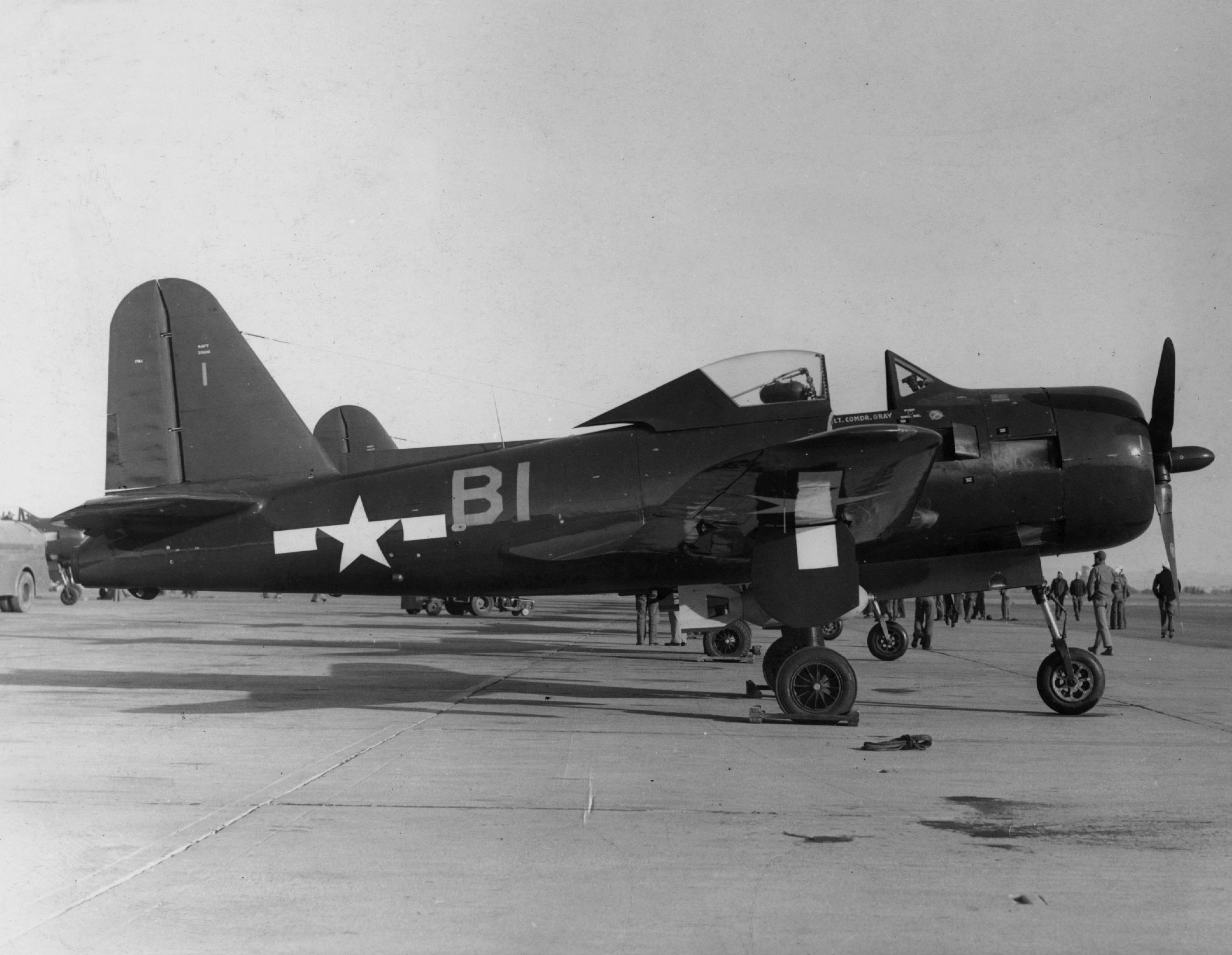
ريان إف أر-فاير بول
- سيكورسكي إتش-34

- بريويستر إف 2 ايه
- كورتيس تي-32 كوندور 2
- كورتيس اس بي سي هيل دريفر
- كورتيس اس سي هاوك المائية
- كورتيس رايت-سي دبليو 21
- دوغلاس ايه-33
- دوغلاس بي-18 بولو
- دوغلاس دي سي-2
- دوغلاس دي سي-5
- دوغلاس دي إف
- دوغلاس اس بي دي دونتليس
- فما ايمب 2
- غرومان إي 1 تراسر
- غرومان إف إف
- غرومان إف 3 إف
- غرومان إكس إف 5 إكس سكاي روكيت
- غرومان إكس بي-50
- غرومان إتش يو-16 الباتروس
- لوكهيد 14
- لوكهيد لودستار
- مارتن بي-10
- نورث أمريكان إن ايه-44
- نورث أمريكان بي-64
- نورث أمريكان تي-28 تروجان
- ريان إف أر-فاير بول

### المركبات
- الدبابة إم 4 ايه 6 (طرازات إم 4 شيرمان)
- الدبابة الثقيلة إم 6

## محركات معروضة
تُعرض للعامة محركات رايت آر-1820 محفوظة في المتحاف التالية:
- متحف الخطوط الجوية الأمريكية سي أر سميث
- متحف ذراع الأسطول الجوي
- متحف طيران دلتا
- المتحف القومي للفضاء والطيران
- المتحف القومي للقوات الجوية الأمريكية

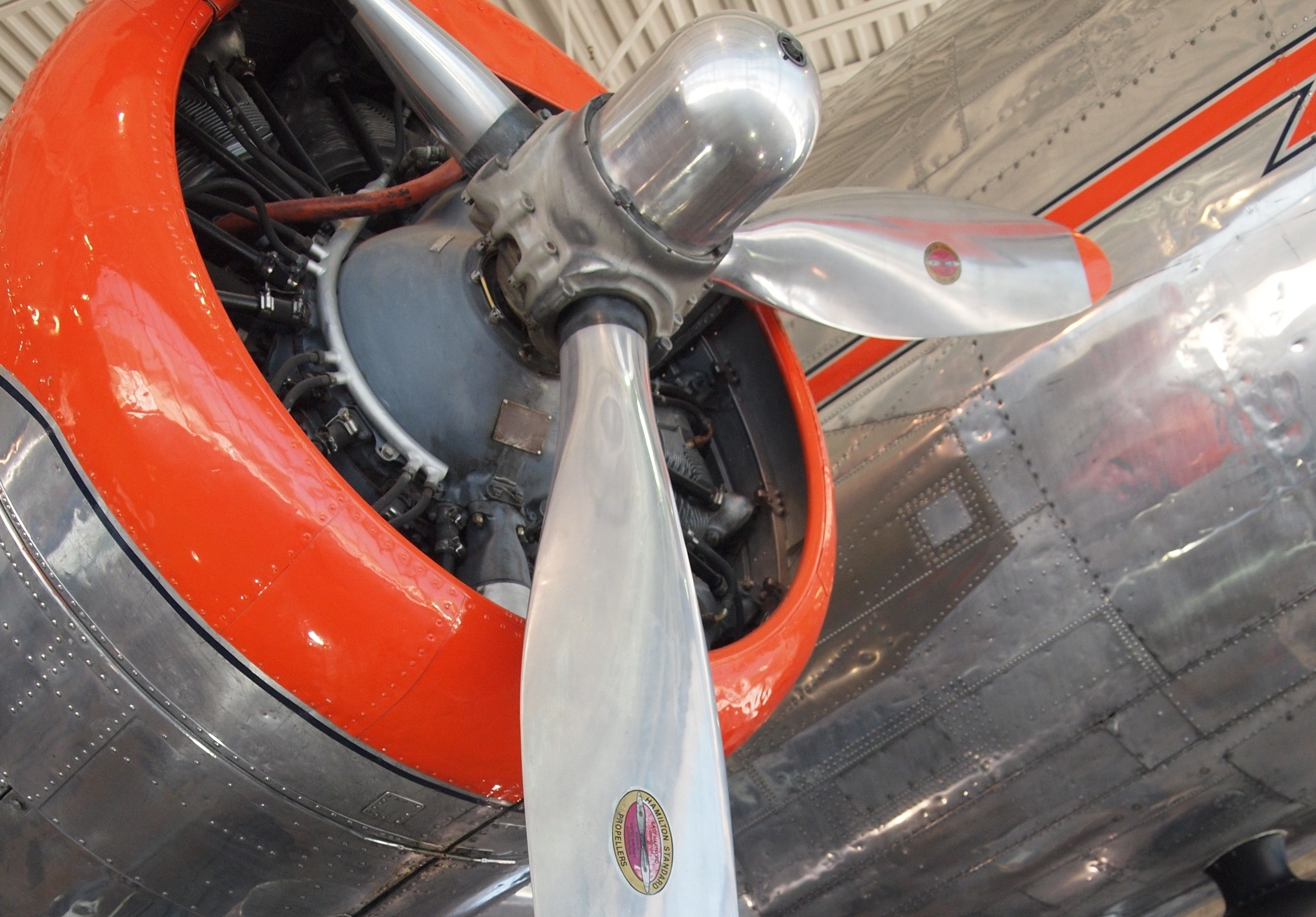
محرك رايت آر-1820 سيكلون 9، مُركب في الطائرة المرممة دي سي-3 في متحف الخطوط الجوية الأمريكية سي أر سميث.

## المواصفات (جي أر-1820-جي 2)

### مواصفات عامة
- النوع: محرك طائرة شعاعي مكون من 9 أسطوانات موضوعة في صف واحد، ومزود بشاحن توربيني فائق ويُبرد بالهواء.
- قطر الأسطوانة: 155.6 مم.
- الشوط: 174.6 مم.
- سعة المحرك: 29.88 لتر.
- الطول: 121.3 سم.
- القطر: 137.8 سم.
- الوزن الصافي: 537 كجم.

### المكونات
- سلسة صمامات: صمامان لكل أسطوانة، ويكون صمام العادم مطلي بالصوديوم لتبريده.
- شاحن توربيني فائق: شاحن توربيني فائق طارد مركزي أحادي السرعة، طراز جينرال إليكتريك. نسبة الترس: 1:7.134
- نظام الوقود: مكربن طراز سترومبرج بي دي 12 كيه 10، مُزود بتحكم آلي في الخليط.
- نوع الوقود: بنزين ذو رقم أوكتان 87
- نظام التزييت: حوض جاف، مُزود بمضخة ضغط ومضخة تنظيف (كسح).
- نظام التبريد: تبريد بالهواء.

### الأداء
- القدرة الناتجة: 1000 حصان (746 كيلو وات) عند 2200 دورة/دقيقة عند الإقلاع.
- كثافة القدرة: 0.46 حصان/بوصة مكعبة (20.88 كيلو وات/لتر).
- نسبة الانضغاط: 1:6.45
- الاستهلاك النوعي الفرملي للوقود: 362 جرام/كيلو وات.ساعة
- استهلاك الزيت: 13-15 جرام/كيلو وات.ساعة
- نسبة القدرة إلى الوزن: 0.84 حصان/باوند (1.39 كيلو وات/كجم).

## مزيد من القراءة
- Bridgman, L, (ed.) (1998) Jane's Fighting Aircraft of World War II. Crescent. ISBN 0-517-67964-7.
- Eden, Paul & Soph Moeng, The Complete Encyclopedia of World Aircraft. Amber Books Ltd. Bradley's Close, 74-77 White Lion Street, London, NI 9PF, 2002, ISBN 0-7607-3432-1.
- Lage, Manual (2004). Hispano Suiza in Aeronautics. Warrendale, USA: SAE International. ISBN 0-7680-0997-9.
- "Aircraft Engines in Armored Vehicles". Retrieved 2006-10-03.